# Liste der meistverkauften Rapsongs in Deutschland

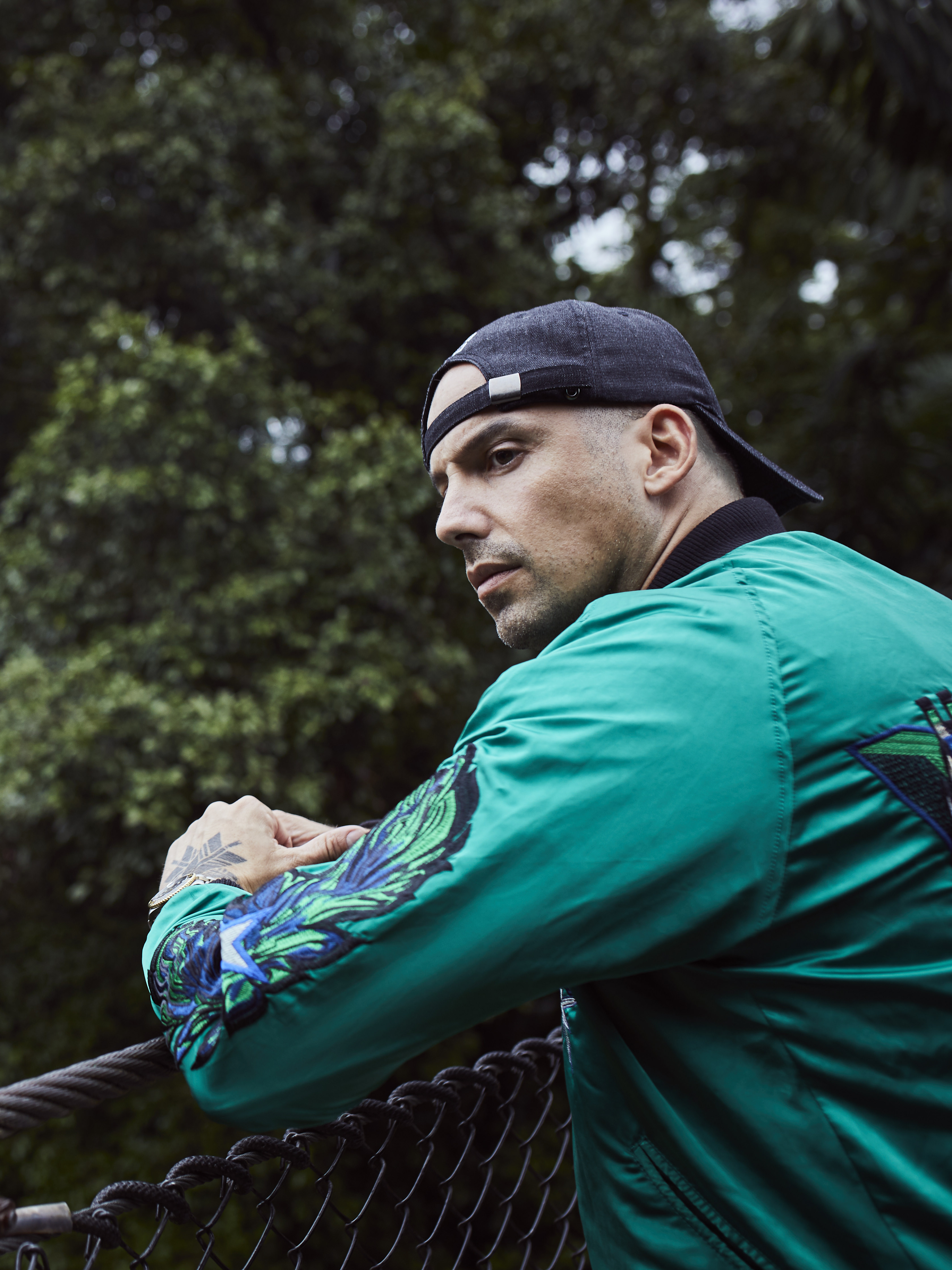
40 Songs von RAF Camora erhielten für zusammen mehr als 13,3 Mio. Verkäufe Auszeichnungen.

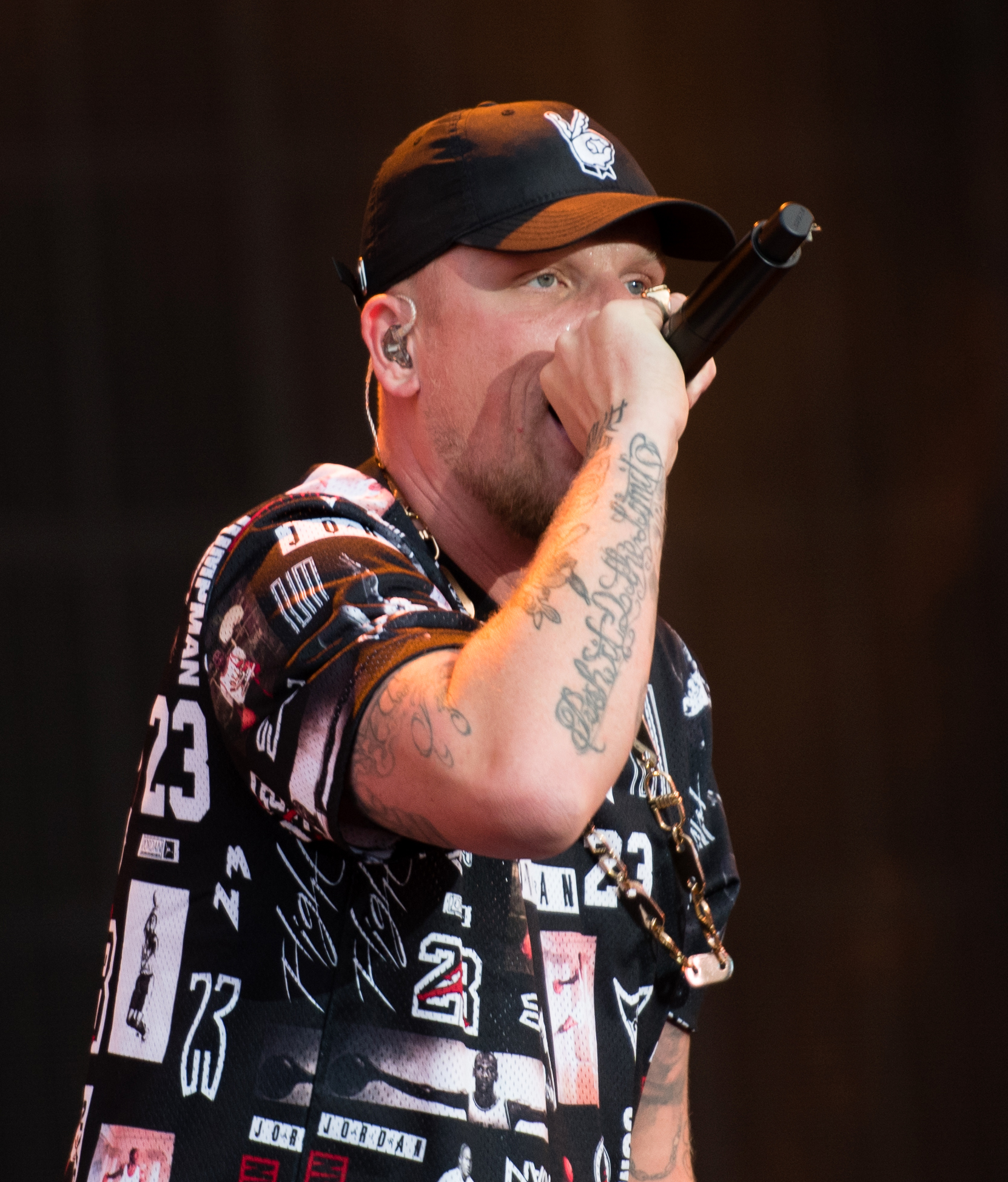
39 Lieder von Bonez MC wurden für insgesamt über 14,2 Mio. verkaufte Einheiten ausgezeichnet.

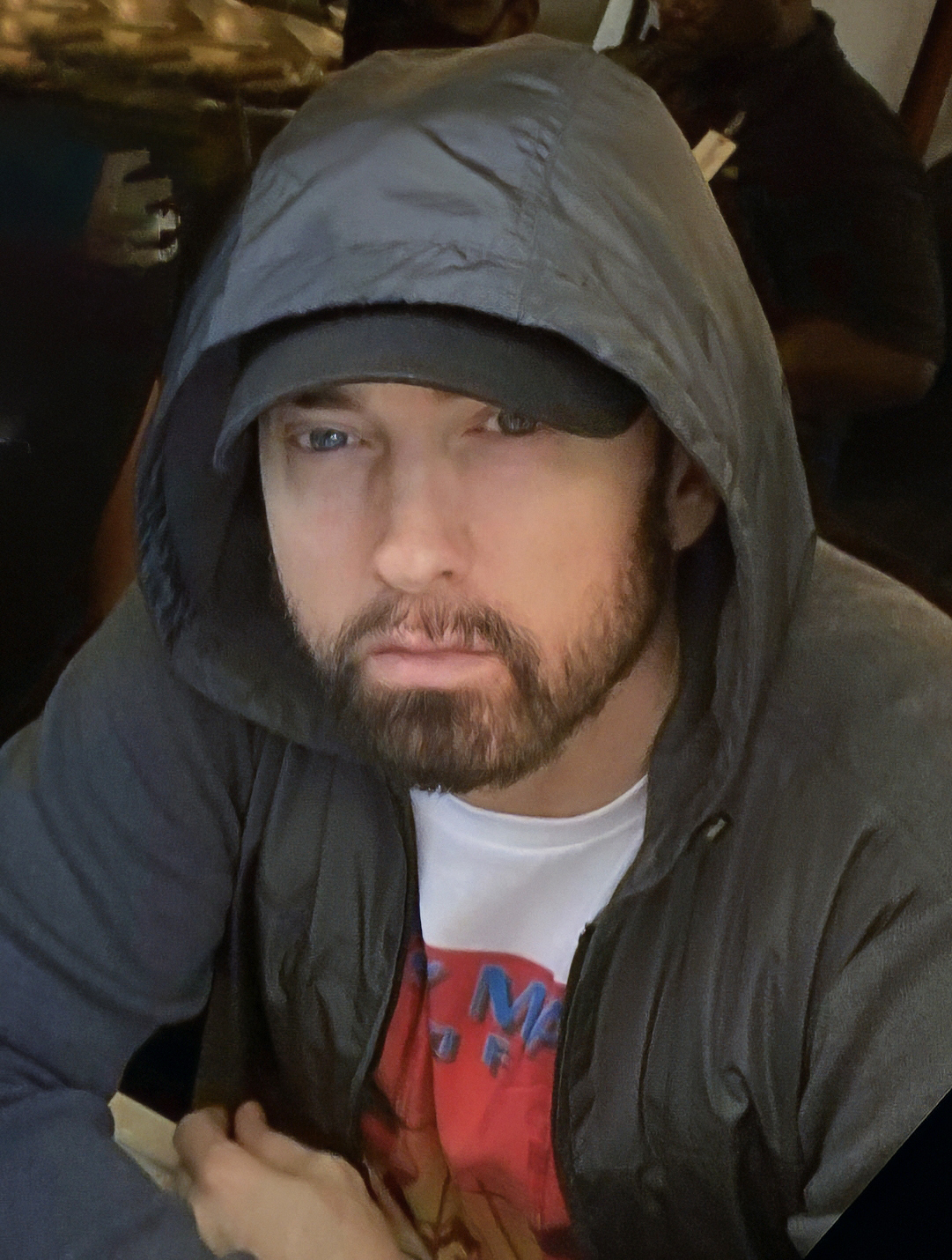
Lose Yourself von Eminem ist mit mehr als 1,8 Mio. ausgezeichneten Verkäufen der erfolgreichste Rapsong.

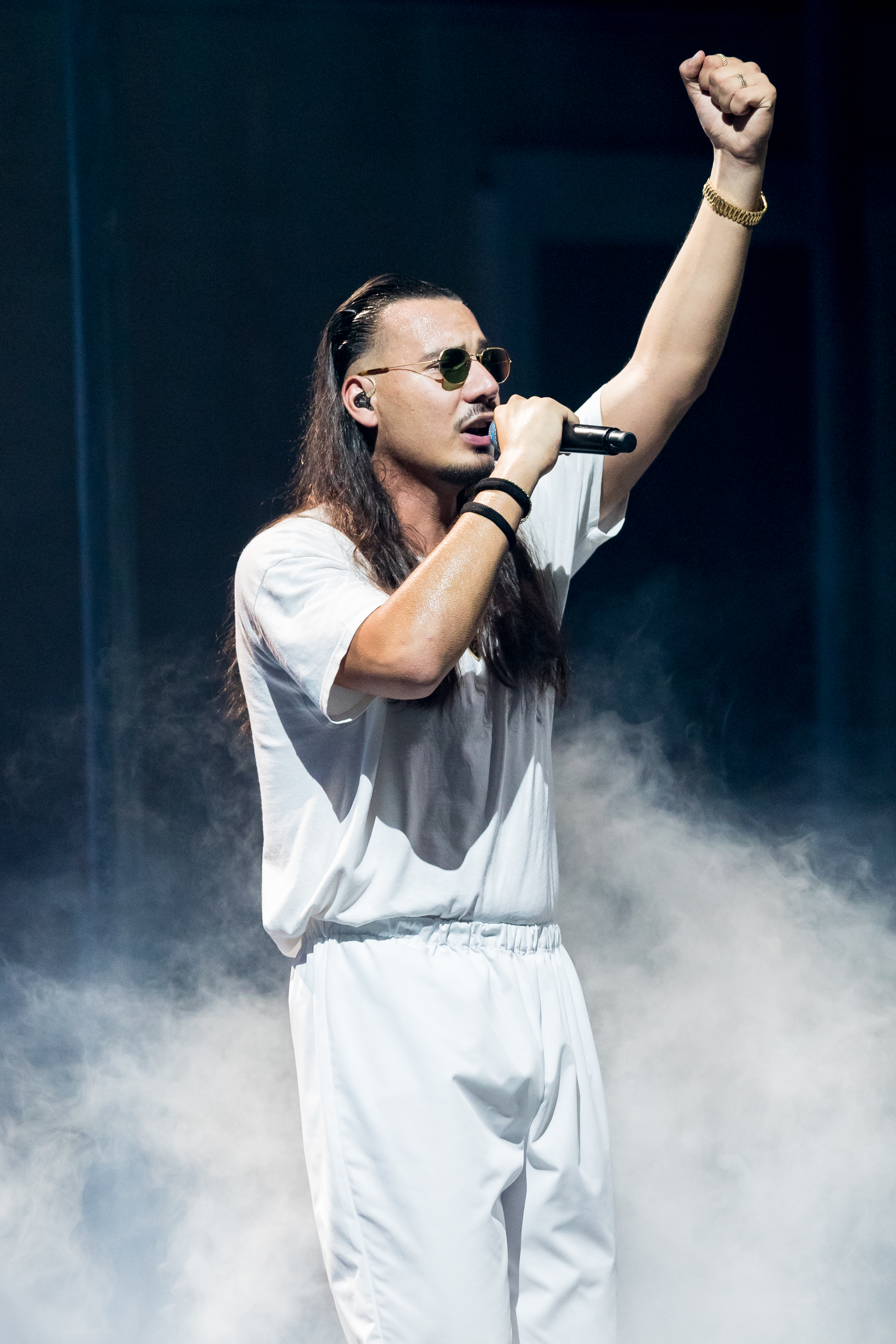
Roller von Apache 207 wurde ebenfalls für über 1,8 Mio. verkaufte Einheiten als erfolgreichster Rapsong ausgezeichnet.

Die Liste der meistverkauften Rapsongs in Deutschland beinhaltet Lieder des Genres Hip-Hop (sowie dessen Subgenres, wie Crunk, Trap oder Cloud Rap und Crossover-Richtungen, wie Pop-Rap, Rap-Rock, Jazz-Rap oder Hip House), die vom Bundesverband Musikindustrie (BVMI) seit 1975 für über 150.000 verkaufte Exemplare ausgezeichnet wurden und somit mindestens eine Goldene Schallplatte erhielten. Bisher wurden 1049 Rapsongs in Deutschland mindestens mit einer Goldenen Schallplatte ausgezeichnet.

## Aufteilung der Tonträgerauszeichnungen
| Auszeichnung | bis 31. Dezember 2002 | bis 31. Dezember 2012 | bis 31. Mai 2014 | bis 29. Juni 2023 | seit 30. Juni 2023 |
| ------------ | --------------------- | --------------------- | ---------------- | ----------------- | ------------------ |
| Gold         | 250.000               | 150.000               | 150.000          | 200.000           | 300.000            |
| Platin       | 500.000               | 300.000               | 300.000          | 400.000           | 600.000            |
| 3× Gold      | 750.000               | 450.000               | 450.000          | 600.000           | 900.000            |
| 2× Platin    | 1.000.000             | 600.000               | 600.000          | 800.000           | 1.200.000          |
| …            |                       |                       |                  |                   |                    |
| Diamant      | —                     | —                     | 1.000.000        | 1.000.000         | 1.500.000          |

Die Angaben der Tabelle beziehen sich jeweils auf das Veröffentlichungsjahr des Liedes, nicht auf das Datum der Auszeichnung.

## Liste der meistverkauften Rapsongs

### 1 Million oder mehr Einheiten
| Rang | Jahr | Titel               | Künstler                                      | Auszeichnung | Verkäufe  |
| ---- | ---- | ------------------- | --------------------------------------------- | ------------ | --------- |
| 1    | 2002 | Lose Yourself       | Eminem                                        | 3× Platin    | 1.800.000 |
| 1    | 2019 | Roller              | Apache 207                                    | 9× Gold      | 1.800.000 |
| 3    | 2016 | Ohne mein Team      | Bonez MC und RAF Camora feat. Maxwell         | 4× Platin    | 1.600.000 |
| 3    | 2017 | Was du Liebe nennst | Bausa                                         | 4× Platin    | 1.600.000 |
| 5    | 1997 | I’ll Be Missing You | Puff Daddy feat. Faith Evans und 112          | 3× Platin    | 1.500.000 |
| 5    | 2016 | One Dance           | Drake feat. Wizkid und Kyla                   | 1× Diamant   | 1.500.000 |
| 5    | 2017 | Señorita            | Kay One feat. Pietro Lombardi                 | 1× Diamant   | 1.500.000 |
| 8    | 2009 | I Gotta Feeling     | The Black Eyed Peas                           | 2× Platin    | 1.200.000 |
| 8    | 2011 | Give Me Everything  | Pitbull feat. Ne-Yo, Afrojack und Nayer       | 2× Platin    | 1.200.000 |
| 8    | 2012 | Scream & Shout      | will.i.am feat. Britney Spears                | 4× Platin    | 1.200.000 |
| 8    | 2013 | Blurred Lines       | Robin Thicke feat. Pharrell Williams und T.I. | 4× Platin    | 1.200.000 |
| 8    | 2017 | Unforgettable       | French Montana feat. Swae Lee                 | 3× Platin    | 1.200.000 |
| 8    | 2017 | Heute mit mir       | Nimo                                          | 2× Platin    | 1.200.000 |
| 8    | 2017 | Rockstar            | Post Malone feat. 21 Savage                   | 3× Platin    | 1.200.000 |
| 15   | 2011 | On the Floor        | Jennifer Lopez feat. Pitbull                  | 7× Gold      | 1.050.000 |
| 16   | 1995 | Gangsta’s Paradise  | Coolio feat. L. V.                            | 2× Platin    | 1.000.000 |
| 16   | 1996 | Killing Me Softly   | Fugees                                        | 2× Platin    | 1.000.000 |
| 16   | 2012 | Lila Wolken         | Marteria feat. Yasha und Miss Platnum         | 1× Diamant   | 1.000.000 |
| 16   | 2013 | Willst du           | Alligatoah                                    | 1× Diamant   | 1.000.000 |
| 16   | 2013 | Timber              | Pitbull feat. Kesha                           | 1× Diamant   | 1.000.000 |
| 16   | 2014 | Traum               | Cro                                           | 1× Diamant   | 1.000.000 |
| 16   | 2014 | Au revoir           | Mark Forster feat. Sido                       | 1× Diamant   | 1.000.000 |
| 16   | 2015 | See You Again       | Wiz Khalifa feat. Charlie Puth                | 1× Diamant   | 1.000.000 |
| 16   | 2015 | So wie du bist      | MoTrip feat. Lary                             | 1× Diamant   | 1.000.000 |
| 16   | 2015 | Astronaut           | Sido feat. Andreas Bourani                    | 1× Diamant   | 1.000.000 |
| 16   | 2016 | Palmen aus Plastik  | Bonez MC und RAF Camora                       | 1× Diamant   | 1.000.000 |
| 16   | 2018 | 500 PS              | Bonez MC und RAF Camora                       | 1× Diamant   | 1.000.000 |
| 16   | 2018 | Old Town Road       | Lil Nas X                                     | 1× Diamant   | 1.000.000 |
| 16   | 2019 | Vermissen           | Juju feat. Henning May                        | 1× Diamant   | 1.000.000 |

### 750.000 oder mehr Einheiten
| Rang | Jahr | Titel               | Künstler                                         | Auszeichnung | Verkäufe |
| ---- | ---- | ------------------- | ------------------------------------------------ | ------------ | -------- |
| 30   | 1999 | The Bad Touch       | Bloodhound Gang                                  | 3× Gold      | 900.000  |
| 30   | 2000 | The Real Slim Shady | Eminem                                           | 3× Gold      | 900.000  |
| 30   | 2000 | Butterfly           | Crazy Town                                       | 3× Gold      | 900.000  |
| 30   | 2001 | Ms. Jackson         | OutKast                                          | 3× Gold      | 900.000  |
| 30   | 2002 | ’Till I Collapse    | Eminem feat. Nate Dogg                           | 3× Gold      | 900.000  |
| 30   | 2003 | In da Club          | 50 Cent                                          | 3× Platin    | 900.000  |
| 30   | 2003 | Crazy in Love       | Beyoncé feat. Jay-Z                              | 3× Gold      | 900.000  |
| 30   | 2006 | Hips Don’t Lie      | Shakira feat. Wyclef Jean                        | 3× Platin    | 900.000  |
| 30   | 2009 | Monsta              | Culcha Candela                                   | 3× Platin    | 900.000  |
| 30   | 2010 | Memories            | David Guetta feat. Kid Cudi                      | 3× Platin    | 900.000  |
| 30   | 2011 | Hangover            | Taio Cruz feat. Flo Rida                         | 3× Platin    | 900.000  |
| 30   | 2011 | Easy                | Cro                                              | 3× Platin    | 900.000  |
| 30   | 2014 | Bad Chick           | Cro                                              | 3× Gold      | 900.000  |
| 30   | 2017 | Von Party zu Party  | SXTN                                             | 3× Gold      | 900.000  |
| 30   | 2018 | Neymar              | Capital Bra feat. Ufo361                         | 3× Gold      | 900.000  |
| 30   | 2020 | Airwaves            | Pashanim                                         | 3× Gold      | 900.000  |
| 30   | 2022 | Zukunft Pink        | Peter Fox feat. Inéz                             | 3× Gold      | 900.000  |
| 30   | 2023 | Prada               | Cassö, Raye und D-Block Europe                   | 3× Gold      | 900.000  |
| 47   | 2015 | Bye Bye             | Cro                                              | 2× Platin    | 800.000  |
| 47   | 2016 | Goosebumps          | Travis Scott feat. Kendrick Lamar                | 2× Platin    | 800.000  |
| 47   | 2017 | Swalla              | Jason Derulo feat. Nicki Minaj und Ty Dolla Sign | 2× Platin    | 800.000  |
| 47   | 2017 | Mask Off            | Future                                           | 2× Platin    | 800.000  |
| 47   | 2019 | 110                 | Capital Bra und Samra feat. Lea                  | 2× Platin    | 800.000  |
| 47   | 2019 | 200 km/h            | Apache 207                                       | 2× Platin    | 800.000  |
| 47   | 2020 | Mood                | 24kGoldn feat. Iann Dior                         | 2× Platin    | 800.000  |
| 47   | 2021 | Auf & ab            | Montez                                           | 2× Platin    | 800.000  |
| 47   | 2022 | Wildberry Lillet    | Nina Chuba                                       | 2× Platin    | 800.000  |
| 56   | 1997 | Men in Black        | Will Smith feat. Coko                            | 3× Gold      | 750.000  |
| 56   | 1997 | It’s Like That      | Run-D.M.C. vs. Jason Nevins                      | 3× Gold      | 750.000  |
| 56   | 1999 | Still D.R.E.        | Dr. Dre feat. Snoop Dogg                         | 3× Gold      | 750.000  |
| 56   | 1999 | Freestyler          | Bomfunk MC’s                                     | 3× Gold      | 750.000  |
| 56   | 2000 | Stan                | Eminem feat. Dido                                | 3× Gold      | 750.000  |
| 56   | 2003 | Where Is the Love?  | The Black Eyed Peas feat. Justin Timberlake      | 5× Gold      | 750.000  |
| 56   | 2005 | Candy Shop          | 50 Cent feat. Olivia                             | 5× Gold      | 750.000  |
| 56   | 2005 | Mockingbird         | Eminem                                           | 5× Gold      | 750.000  |
| 56   | 2007 | The Way I Are       | Timbaland feat. D.O.E. und Keri Hilson           | 5× Gold      | 750.000  |
| 56   | 2007 | Stronger            | Kanye West                                       | 5× Gold      | 750.000  |
| 56   | 2007 | Low                 | Flo Rida feat. T-Pain                            | 5× Gold      | 750.000  |
| 56   | 2008 | Alles neu           | Peter Fox                                        | 5× Gold      | 750.000  |
| 56   | 2008 | Haus am See         | Peter Fox                                        | 5× Gold      | 750.000  |
| 56   | 2011 | Young, Wild & Free  | Snoop Dogg und Wiz Khalifa feat. Bruno Mars      | 5× Gold      | 750.000  |
| 56   | 2012 | Whistle             | Flo Rida                                         | 5× Gold      | 750.000  |
| 56   | 2012 | Bilder im Kopf      | Sido                                             | 5× Gold      | 750.000  |

### 500.000 oder mehr Einheiten
| Rang | Jahr | Titel                                  | Künstler                                                | Auszeichnung | Verkäufe |
| ---- | ---- | -------------------------------------- | ------------------------------------------------------- | ------------ | -------- |
| 73   | 2000 | It Wasn’t Me                           | Shaggy feat. Rikrok                                     | 1× Platin    | 600.000  |
| 73   | 2002 | Mundian To Bach Ke                     | Panjabi MC                                              | 1× Platin    | 600.000  |
| 73   | 2004 | Hey Ya!                                | OutKast                                                 | 2× Platin    | 600.000  |
| 73   | 2004 | Yeah!                                  | Usher feat. Ludacris und Lil Jon                        | 2× Platin    | 600.000  |
| 73   | 2004 | Numb/Encore                            | Linkin Park und Jay-Z                                   | 2× Platin    | 600.000  |
| 73   | 2005 | Don’t Cha                              | The Pussycat Dolls feat. Busta Rhymes                   | 2× Platin    | 600.000  |
| 73   | 2006 | Temperature                            | Sean Paul                                               | 1× Platin    | 600.000  |
| 73   | 2006 | Smack That                             | Akon feat. Eminem                                       | 1× Platin    | 600.000  |
| 73   | 2007 | Umbrella                               | Rihanna feat. Jay-Z                                     | 2× Platin    | 600.000  |
| 73   | 2007 | Schlechtes Vorbild                     | Sido                                                    | 2× Platin    | 600.000  |
| 73   | 2009 | Replay                                 | Iyaz                                                    | 2× Platin    | 600.000  |
| 73   | 2009 | Break Your Heart                       | Taio Cruz feat. Ludacris                                | 2× Platin    | 600.000  |
| 73   | 2010 | Pursuit of Happiness                   | Kid Cudi feat. MGMT und Ratatat                         | 1× Platin    | 600.000  |
| 73   | 2010 | Airplanes                              | B.o.B feat. Hayley Williams                             | 2× Platin    | 600.000  |
| 73   | 2010 | DJ Got Us Fallin’ in Love              | Usher feat. Pitbull                                     | 2× Platin    | 600.000  |
| 73   | 2010 | Love the Way You Lie                   | Eminem feat. Rihanna                                    | 2× Platin    | 600.000  |
| 73   | 2011 | Party Rock Anthem                      | LMFAO feat. Lauren Bennett und GoonRock                 | 2× Platin    | 600.000  |
| 73   | 2011 | Welcome to St. Tropez                  | DJ Antoine feat. Timati und Kalenna                     | 2× Platin    | 600.000  |
| 73   | 2011 | Niggas in Paris                        | Jay-Z und Kanye West                                    | 2× Platin    | 600.000  |
| 73   | 2012 | Du                                     | Cro                                                     | 2× Platin    | 600.000  |
| 73   | 2013 | Liebs oder lass es                     | Genetikk feat. Sido                                     | 1× Platin    | 600.000  |
| 73   | 2013 | Liebe                                  | Sido                                                    | 2× Platin    | 600.000  |
| 73   | 2015 | Erfolg ist kein Glück                  | Kontra K                                                | 3× Gold      | 600.000  |
| 73   | 2015 | Hurra die Welt geht unter              | K.I.Z feat. Henning May                                 | 3× Gold      | 600.000  |
| 73   | 2015 | Me, Myself & I                         | G-Eazy feat. Bebe Rexha                                 | 3× Gold      | 600.000  |
| 73   | 2015 | Du bist schön                          | Alligatoah                                              | 1× Platin    | 600.000  |
| 73   | 2016 | Work from Home                         | Fifth Harmony feat. Ty Dolla Sign                       | 3× Gold      | 600.000  |
| 73   | 2016 | Lass sie tanzen (Square Dance)         | Ali As feat. Namika                                     | 1× Platin    | 600.000  |
| 73   | 2016 | Ahnma                                  | Beginner feat. Gzuz und Gentleman                       | 3× Gold      | 600.000  |
| 73   | 2016 | Mörder                                 | Bonez MC und RAF Camora feat. Gzuz                      | 3× Gold      | 600.000  |
| 73   | 2016 | The Greatest                           | Sia feat. Kendrick Lamar                                | 3× Gold      | 600.000  |
| 73   | 2016 | No Lie                                 | Sean Paul feat. Dua Lipa                                | 3× Gold      | 600.000  |
| 73   | 2017 | Humble.                                | Kendrick Lamar                                          | 3× Gold      | 600.000  |
| 73   | 2017 | Lambo Diablo GT                        | Capo feat. Nimo                                         | 3× Gold      | 600.000  |
| 73   | 2017 | Unendlichkeit                          | Cro                                                     | 3× Gold      | 600.000  |
| 73   | 2017 | Wild Thoughts                          | DJ Khaled feat. Rihanna und Bryson Tiller               | 3× Gold      | 600.000  |
| 73   | 2017 | Millionär                              | Bonez MC und Gzuz                                       | 3× Gold      | 600.000  |
| 73   | 2017 | Him & I                                | G-Eazy feat. Halsey                                     | 3× Gold      | 600.000  |
| 73   | 2018 | These Days                             | Rudimental feat. Jess Glynne, Macklemore und Dan Caplen | 3× Gold      | 600.000  |
| 73   | 2018 | Lucid Dreams (Forget Me)               | Juice Wrld                                              | 3× Gold      | 600.000  |
| 73   | 2018 | Dior 2001                              | RIN                                                     | 3× Gold      | 600.000  |
| 73   | 2018 | Kokain                                 | Bonez MC und RAF Camora feat. Gzuz                      | 3× Gold      | 600.000  |
| 73   | 2018 | Sunflower                              | Post Malone feat. Swae Lee                              | 1× Platin    | 600.000  |
| 73   | 2018 | Tausend Tattoos                        | Sido                                                    | 3× Gold      | 600.000  |
| 73   | 2019 | Tilidin                                | Capital Bra und Samra                                   | 3× Gold      | 600.000  |
| 73   | 2019 | Circles                                | Post Malone                                             | 1× Platin    | 600.000  |
| 73   | 2019 | 2002                                   | Sido feat. Apache 207                                   | 3× Gold      | 600.000  |
| 73   | 2019 | Wieso tust du dir das an?              | Apache 207                                              | 3× Gold      | 600.000  |
| 73   | 2020 | Rockstar                               | DaBaby feat. Roddy Ricch                                | 3× Gold      | 600.000  |
| 73   | 2020 | Fame                                   | Apache 207                                              | 3× Gold      | 600.000  |
| 73   | 2020 | Bläulich                               | Apache 207                                              | 3× Gold      | 600.000  |
| 73   | 2021 | Madonna                                | Bausa feat. Apache 207                                  | 3× Gold      | 600.000  |
| 73   | 2021 | Montero (Call Me by Your Name)         | Lil Nas X                                               | 1× Platin    | 600.000  |
| 73   | 2021 | Sommergewitter                         | Pashanim                                                | 3× Gold      | 600.000  |
| 73   | 2022 | Beautiful Girl                         | Luciano                                                 | 3× Gold      | 600.000  |
| 73   | 2022 | Ich hass dich                          | Nina Chuba feat. Chapo102                               | 1× Platin    | 600.000  |
| 73   | 2023 | Sie weiß                               | Ayliva feat. Mero                                       | 1× Platin    | 600.000  |
| 73   | 2023 | Mangos mit Chili                       | Nina Chuba                                              | 1× Platin    | 600.000  |
| 73   | 2023 | Tabu.                                  | Yung Yury & Damn Yury                                   | 1× Platin    | 600.000  |
| 73   | 2023 | Breaking Your Heart                    | Apache 207                                              | 1× Platin    | 600.000  |
| 73   | 2023 | 9 bis 9                                | Sira feat. Bausa und Badchieff                          | 1× Platin    | 600.000  |
| 73   | 2023 | Friesenjung                            | Ski Aggu, Joost & Otto Waalkes                          | 1× Platin    | 600.000  |
| 73   | 2023 | Ms. Jackson                            | Pashanim                                                | 1× Platin    | 600.000  |
| 73   | 2023 | Liebe auf der Rückbank                 | Finch feat. Tream                                       | 1× Platin    | 600.000  |
| 73   | 2024 | Zeit, dass sich was dreht              | Soho Bani feat. Herbert Grönemeyer                      | 1× Platin    | 600.000  |
| 135  | 1992 | It’s My Life                           | Dr. Alban                                               | 1× Platin    | 500.000  |
| 135  | 1993 | Informer                               | Snow                                                    | 1× Platin    | 500.000  |
| 135  | 1995 | I Got 5 on It                          | The Luniz                                               | 1× Platin    | 500.000  |
| 135  | 1995 | Ich find’ dich scheiße                 | Tic Tac Toe                                             | 1× Platin    | 500.000  |
| 135  | 1996 | Verpiss’ dich                          | Tic Tac Toe                                             | 1× Platin    | 500.000  |
| 135  | 1997 | Warum?                                 | Tic Tac Toe                                             | 1× Platin    | 500.000  |
| 135  | 1997 | Lonely                                 | Nana                                                    | 1× Platin    | 500.000  |
| 135  | 1998 | Ghetto Supastar (That Is What You Are) | Pras Michel feat. Ol’ Dirty Bastard und Mýa             | 1× Platin    | 500.000  |
| 135  | 1998 | Come with Me                           | Puff Daddy feat. Jimmy Page                             | 1× Platin    | 500.000  |
| 135  | 1999 | MfG – Mit freundlichen Grüßen          | Die Fantastischen Vier                                  | 1× Platin    | 500.000  |
| 135  | 1999 | Irgendwie, irgendwo, irgendwann        | Jan Delay feat. Denyo                                   | 1× Platin    | 500.000  |
| 135  | 2001 | Lady Marmalade                         | Christina Aguilera, Lil’ Kim, Mýa und Pink              | 1× Platin    | 500.000  |
| 135  | 2001 | Because I Got High                     | Afroman                                                 | 1× Platin    | 500.000  |
| 135  | 2002 | Without Me                             | Eminem                                                  | 1× Platin    | 500.000  |

### 450.000 Einheiten
| Rang | Jahr | Titel                      | Künstler                                             | Auszeichnung | Verkäufe |
| ---- | ---- | -------------------------- | ---------------------------------------------------- | ------------ | -------- |
| 152  | 2003 | X Gon’ Give It to Ya       | DMX                                                  | 3× Gold      | 450.000  |
| 152  | 2003 | P.I.M.P. (Remix)           | 50 Cent feat. Snoop Dogg, Lloyd Banks und Young Buck | 3× Gold      | 450.000  |
| 152  | 2003 | Shut Up                    | The Black Eyed Peas                                  | 3× Gold      | 450.000  |
| 152  | 2005 | Feel Good Inc.             | Gorillaz feat. De La Soul                            | 3× Gold      | 450.000  |
| 152  | 2006 | Promiscuous                | Nelly Furtado feat. Timbaland                        | 3× Gold      | 450.000  |
| 152  | 2007 | Give It to Me              | Timbaland feat. Nelly Furtado und Justin Timberlake  | 3× Gold      | 450.000  |
| 152  | 2007 | Hamma!                     | Culcha Candela                                       | 3× Gold      | 450.000  |
| 152  | 2008 | Day ‘n’ Nite               | Kid Cudi und Crookers                                | 3× Gold      | 450.000  |
| 152  | 2008 | Schüttel deinen Speck      | Peter Fox                                            | 3× Gold      | 450.000  |
| 152  | 2009 | Schwarz zu blau            | Peter Fox                                            | 3× Gold      | 450.000  |
| 152  | 2010 | Wavin’ Flag                | K’naan                                               | 3× Gold      | 450.000  |
| 152  | 2010 | Club Can’t Handle Me       | Flo Rida feat. David Guetta und Nicole Scherzinger   | 3× Gold      | 450.000  |
| 152  | 2010 | Just a Dream               | Nelly                                                | 3× Gold      | 450.000  |
| 152  | 2010 | The Time (Dirty Bit)       | The Black Eyed Peas                                  | 3× Gold      | 450.000  |
| 152  | 2010 | Sweat                      | Snoop Dogg feat. David Guetta                        | 3× Gold      | 450.000  |
| 152  | 2011 | Price Tag                  | Jessie J feat. B.o.B                                 | 3× Gold      | 450.000  |
| 152  | 2011 | Where Them Girls At        | David Guetta feat. Flo Rida und Nicki Minaj          | 3× Gold      | 450.000  |
| 152  | 2011 | Can’t Hold Us              | Macklemore und Ryan Lewis feat. Ray Dalton           | 3× Gold      | 450.000  |
| 152  | 2011 | She Doesn’t Mind           | Sean Paul                                            | 3× Gold      | 450.000  |
| 152  | 2012 | There She Goes             | Taio Cruz feat. Pitbull                              | 3× Gold      | 450.000  |
| 152  | 2012 | Thrift Shop                | Macklemore und Ryan Lewis feat. Wanz                 | 3× Gold      | 450.000  |
| 152  | 2012 | Einmal um die Welt         | Cro                                                  | 3× Gold      | 450.000  |
| 152  | 2013 | We Own It (Fast & Furious) | 2 Chainz feat. Wiz Khalifa                           | 3× Gold      | 450.000  |
| 152  | 2013 | Whatever                   | Cro                                                  | 3× Gold      | 450.000  |
| 152  | 2013 | The Monster                | Eminem feat. Rihanna                                 | 3× Gold      | 450.000  |
| 152  | 2013 | Dark Horse                 | Katy Perry feat. Juicy J                             | 3× Gold      | 450.000  |
| 152  | 2013 | Turn Down for What         | DJ Snake und Lil Jon                                 | 3× Gold      | 450.000  |
| 152  | 2014 | OMG!                       | Marteria                                             | 3× Gold      | 450.000  |

### 400.000 Einheiten
| Rang | Jahr | Titel                                     | Künstler                                                                                | Auszeichnung | Verkäufe |
| ---- | ---- | ----------------------------------------- | --------------------------------------------------------------------------------------- | ------------ | -------- |
| 180  | 2014 | Bang Bang                                 | Jessie J feat. Ariana Grande und Nicki Minaj                                            | 1× Platin    | 400.000  |
| 180  | 2014 | Bleib in der Schule                       | Trailerpark                                                                             | 1× Platin    | 400.000  |
| 180  | 2014 | G.D.F.R.                                  | Flo Rida feat. Sage the Gemini und Lookas                                               | 1× Platin    | 400.000  |
| 180  | 2014 | Time of Our Lives                         | Pitbull und Ne-Yo                                                                       | 1× Platin    | 400.000  |
| 180  | 2015 | Ayo                                       | Chris Brown und Tyga                                                                    | 1× Platin    | 400.000  |
| 180  | 2015 | Worth It                                  | Fifth Harmony feat. Kid Ink                                                             | 1× Platin    | 400.000  |
| 180  | 2015 | Schüsse in die Luft                       | Kraftklub                                                                               | 1× Platin    | 400.000  |
| 180  | 2015 | Hey Mama                                  | David Guetta feat. Nicki Minaj, Bebe Rexha und Afrojack                                 | 1× Platin    | 400.000  |
| 180  | 2015 | CL500                                     | Gzuz                                                                                    | 1× Platin    | 400.000  |
| 180  | 2015 | My House                                  | Flo Rida                                                                                | 1× Platin    | 400.000  |
| 180  | 2015 | Panda                                     | Desiigner                                                                               | 1× Platin    | 400.000  |
| 180  | 2016 | Work                                      | Rihanna feat. Drake                                                                     | 1× Platin    | 400.000  |
| 180  | 2016 | Sex ohne Grund                            | Ali Bumaye feat. Shindy                                                                 | 1× Platin    | 400.000  |
| 180  | 2016 | Sucker for Pain                           | Lil Wayne, Wiz Khalifa und Imagine Dragons feat. Logic, Ty Dolla Sign und X Ambassadors | 1× Platin    | 400.000  |
| 180  | 2016 | Holz                                      | 257ers                                                                                  | 1× Platin    | 400.000  |
| 180  | 2016 | Stoff und Schnaps                         | Lil Kleine und Ronnie Flex                                                              | 1× Platin    | 400.000  |
| 180  | 2016 | Loin                                      | Maître Gims feat. Dany Synthé                                                           | 1× Platin    | 400.000  |
| 180  | 2016 | Kokaina                                   | Miami Yacine                                                                            | 1× Platin    | 400.000  |
| 180  | 2016 | Black Beatles                             | Rae Sremmurd feat. Gucci Mane                                                           | 1× Platin    | 400.000  |
| 180  | 2016 | Palmen aus Gold                           | Bonez MC und RAF Camora                                                                 | 1× Platin    | 400.000  |
| 180  | 2016 | An ihnen vorbei                           | Bonez MC und RAF Camora                                                                 | 1× Platin    | 400.000  |
| 180  | 2016 | Safari                                    | Maxwell feat. Bonez MC und RAF Camora                                                   | 1× Platin    | 400.000  |
| 180  | 2017 | Nummer 1                                  | Zuna feat. Azet und Noizy                                                               | 1× Platin    | 400.000  |
| 180  | 2017 | XO Tour Llif3                             | Lil Uzi Vert                                                                            | 1× Platin    | 400.000  |
| 180  | 2017 | Ya Salam                                  | Kurdo                                                                                   | 1× Platin    | 400.000  |
| 180  | 2017 | Blau                                      | Amanda feat. Sido                                                                       | 1× Platin    | 400.000  |
| 180  | 2017 | Kontrollieren                             | RAF Camora feat. Bonez MC, Gzuz und Maxwell                                             | 1× Platin    | 400.000  |
| 180  | 2017 | I’m the One                               | DJ Khaled feat. Justin Bieber, Quavo, Chance the Rapper und Lil Wayne                   | 1× Platin    | 400.000  |
| 180  | 2017 | Bongzimmer                                | SXTN                                                                                    | 1× Platin    | 400.000  |
| 180  | 2017 | Bros                                      | RIN                                                                                     | 1× Platin    | 400.000  |
| 180  | 2017 | Murcielago                                | KC Rebell und Summer Cem                                                                | 1× Platin    | 400.000  |
| 180  | 2017 | Jim Beam & Voddi                          | AK Ausserkontrolle feat. Bonez MC                                                       | 1× Platin    | 400.000  |
| 180  | 2017 | Nice Girl 2.0                             | Ufo361                                                                                  | 1× Platin    | 400.000  |
| 180  | 2017 | Butterfly Effect                          | Travis Scott                                                                            | 1× Platin    | 400.000  |
| 180  | 2017 | Louis Louis                               | Kay One                                                                                 | 1× Platin    | 400.000  |
| 180  | 2017 | Feels                                     | Calvin Harris feat. Katy Perry, Pharrell Williams und Big Sean                          | 1× Platin    | 400.000  |
| 180  | 2017 | Mit den Jungz                             | Gzuz, Bonez MC und LX                                                                   | 1× Platin    | 400.000  |
| 180  | 2017 | Bon Voyage                                | Miami Yacine                                                                            | 1× Platin    | 400.000  |
| 180  | 2017 | Knöcheltief                               | Trettmann feat. Gzuz                                                                    | 1× Platin    | 400.000  |
| 180  | 2017 | Monica Belluci                            | RIN                                                                                     | 1× Platin    | 400.000  |
| 180  | 2017 | Primo                                     | RAF Camora                                                                              | 1× Platin    | 400.000  |
| 180  | 2017 | Jocelyn Flores                            | XXXTentacion                                                                            | 1× Platin    | 400.000  |
| 180  | 2017 | Kleiner Cabrón                            | Veysel                                                                                  | 1× Platin    | 400.000  |
| 180  | 2017 | Let You Down                              | NF                                                                                      | 1× Platin    | 400.000  |
| 180  | 2017 | Soldaten 2.0                              | Kontra K                                                                                | 1× Platin    | 400.000  |
| 180  | 2017 | Tip Toe                                   | Jason Derulo feat. French Montana                                                       | 1× Platin    | 400.000  |
| 180  | 2017 | Barking                                   | Ramz                                                                                    | 1× Platin    | 400.000  |
| 180  | 2017 | Qa bone                                   | Azet feat. RAF Camora                                                                   | 1× Platin    | 400.000  |
| 180  | 2018 | Magisch                                   | Olexesh feat. Edin                                                                      | 1× Platin    | 400.000  |
| 180  | 2018 | Sad!                                      | XXXTentacion                                                                            | 1× Platin    | 400.000  |
| 180  | 2018 | Zusammen                                  | Die Fantastischen Vier feat. Clueso                                                     | 1× Platin    | 400.000  |
| 180  | 2018 | La cintura (Remix)                        | Alvaro Soler feat. Flo Rida und Tini                                                    | 1× Platin    | 400.000  |
| 180  | 2018 | Je ne parle pas français (Beatgees Remix) | Namika feat. Black M                                                                    | 1× Platin    | 400.000  |
| 180  | 2018 | Tamam Tamam                               | Summer Cem                                                                              | 1× Platin    | 400.000  |
| 180  | 2018 | One Night Stand                           | Capital Bra                                                                             | 1× Platin    | 400.000  |
| 180  | 2018 | Casanova                                  | Summer Cem feat. Bausa                                                                  | 1× Platin    | 400.000  |
| 180  | 2018 | I Like It                                 | Cardi B feat. Bad Bunny und J Balvin                                                    | 1× Platin    | 400.000  |
| 180  | 2018 | Girls Like You                            | Maroon 5 feat. Cardi B                                                                  | 1× Platin    | 400.000  |
| 180  | 2018 | Better Now                                | Post Malone                                                                             | 1× Platin    | 400.000  |
| 180  | 2018 | Melodien                                  | Capital Bra feat. Juju                                                                  | 1× Platin    | 400.000  |
| 180  | 2018 | Moonlight                                 | XXXTentacion                                                                            | 1× Platin    | 400.000  |
| 180  | 2018 | Facetime                                  | Dardan                                                                                  | 1× Platin    | 400.000  |
| 180  | 2018 | Sicko Mode                                | Travis Scott feat. Drake, Swae Lee und Big Hawk                                         | 1× Platin    | 400.000  |
| 180  | 2018 | Falling Down                              | Lil Peep feat. XXXTentacion                                                             | 1× Platin    | 400.000  |
| 180  | 2018 | Taki taki                                 | DJ Snake feat. Selena Gomez, Ozuna und Cardi B                                          | 1× Platin    | 400.000  |
| 180  | 2018 | Standard                                  | KitschKrieg feat. Trettmann, Gringo, Ufo361 und Gzuz                                    | 1× Platin    | 400.000  |
| 180  | 2018 | Meer                                      | Luciano                                                                                 | 1× Platin    | 400.000  |
| 180  | 2018 | Baller los                                | Mero                                                                                    | 1× Platin    | 400.000  |
| 180  | 2018 | Benzema                                   | Capital Bra                                                                             | 1× Platin    | 400.000  |
| 180  | 2019 | Prinzessa                                 | Capital Bra                                                                             | 1× Platin    | 400.000  |
| 180  | 2019 | Con calma                                 | Daddy Yankee feat. Snow                                                                 | 1× Platin    | 400.000  |
| 180  | 2019 | DNA                                       | KC Rebell feat. Summer Cem und Capital Bra                                              | 1× Platin    | 400.000  |
| 180  | 2019 | Gib ihm                                   | Shirin David                                                                            | 1× Platin    | 400.000  |
| 180  | 2019 | Wolke 10                                  | Mero                                                                                    | 1× Platin    | 400.000  |
| 180  | 2019 | Cherry Lady                               | Capital Bra                                                                             | 1× Platin    | 400.000  |
| 180  | 2019 | Mary                                      | Bausa                                                                                   | 1× Platin    | 400.000  |
| 180  | 2019 | Coco Mama                                 | Dardan                                                                                  | 1× Platin    | 400.000  |
| 180  | 2019 | Kein Problem                              | Apache 207                                                                              | 1× Platin    | 400.000  |
| 180  | 2019 | Blei                                      | Kontra K feat. Veysel                                                                   | 1× Platin    | 400.000  |
| 180  | 2019 | Nautilus                                  | Shindy                                                                                  | 1× Platin    | 400.000  |
| 180  | 2019 | Wieder Lila                               | Samra und Capital Bra                                                                   | 1× Platin    | 400.000  |
| 180  | 2019 | Astronaut in the Ocean                    | Masked Wolf                                                                             | 1× Platin    | 400.000  |
| 180  | 2019 | Loco contigo                              | DJ Snake und J Balvin feat. Tyga                                                        | 1× Platin    | 400.000  |
| 180  | 2019 | Viva la Dealer                            | SDP feat. Capital Bra                                                                   | 1× Platin    | 400.000  |
| 180  | 2019 | Dior                                      | Pop Smoke                                                                               | 1× Platin    | 400.000  |
| 180  | 2019 | Eiskalt                                   | Loredana feat. Mozzik                                                                   | 1× Platin    | 400.000  |
| 180  | 2019 | Honda Civic                               | The Cratez und Bonez MC                                                                 | 1× Platin    | 400.000  |
| 180  | 2019 | Highest in the Room                       | Travis Scott                                                                            | 1× Platin    | 400.000  |
| 180  | 2019 | Doch in der Nacht                         | Apache 207                                                                              | 1× Platin    | 400.000  |
| 180  | 2019 | Skifahren                                 | The Cratez, Bausa und Maxwell feat. Joshi Mizu                                          | 1× Platin    | 400.000  |
| 180  | 2019 | Alien                                     | RIN                                                                                     | 1× Platin    | 400.000  |
| 180  | 2019 | Hauseingang                               | Pashanim                                                                                | 1× Platin    | 400.000  |
| 180  | 2020 | Kein Wort                                 | Loredana und Juju feat. Miksu und Macloud                                               | 1× Platin    | 400.000  |
| 180  | 2020 | Baby                                      | Joker Bra und Vize                                                                      | 1× Platin    | 400.000  |
| 180  | 2020 | Godzilla                                  | Eminem feat. Juice Wrld                                                                 | 1× Platin    | 400.000  |
| 180  | 2020 | Weißer Rauch                              | Fourty                                                                                  | 1× Platin    | 400.000  |
| 180  | 2020 | The Box                                   | Roddy Ricch                                                                             | 1× Platin    | 400.000  |
| 180  | 2020 | Ich würd’ lügen                           | Kayef                                                                                   | 1× Platin    | 400.000  |
| 180  | 2020 | Emotions                                  | Ufo361                                                                                  | 1× Platin    | 400.000  |
| 180  | 2020 | In meinem Benz                            | AK Ausserkontrolle feat. Bonez MC                                                       | 1× Platin    | 400.000  |
| 180  | 2020 | 7 Stunden                                 | Lea feat. Capital Bra                                                                   | 1× Platin    | 400.000  |
| 180  | 2020 | Boot                                      | Apache 207                                                                              | 1× Platin    | 400.000  |
| 180  | 2020 | Unterwegs                                 | KitschKrieg feat. Jamule                                                                | 1× Platin    | 400.000  |
| 180  | 2020 | Lemonade                                  | Internet Money und Gunna feat. Don Toliver und Nav                                      | 1× Platin    | 400.000  |
| 180  | 2020 | Paradise                                  | Joker Bra und Vize und Leony                                                            | 1× Platin    | 400.000  |
| 180  | 2020 | 61 Grad                                   | Endzone und TM                                                                          | 1× Platin    | 400.000  |
| 180  | 2020 | Angeklagt                                 | Bonez MC                                                                                | 1× Platin    | 400.000  |
| 180  | 2021 | Ohne Dich                                 | Kasimir1441 feat. Badmómzjay                                                            | 1× Platin    | 400.000  |
| 180  | 2021 | Liege wieder wach                         | Jamule                                                                                  | 1× Platin    | 400.000  |
| 180  | 2021 | Extasy                                    | Bonez MC feat. Frauenarzt                                                               | 1× Platin    | 400.000  |
| 180  | 2021 | Durstlöscher                              | 01099                                                                                   | 1× Platin    | 400.000  |
| 180  | 2021 | Blaues Licht                              | RAF Camora feat. Bonez MC                                                               | 1× Platin    | 400.000  |
| 180  | 2021 | 10von10                                   | Pajel                                                                                   | 1× Platin    | 400.000  |
| 180  | 2021 | Belgisches Viertel                        | ART                                                                                     | 1× Platin    | 400.000  |
| 180  | 2021 | Der letzte Song (Alles wird gut)          | Kummer feat. Fred Rabe                                                                  | 1× Platin    | 400.000  |
| 180  | 2021 | Mit dir                                   | Sido                                                                                    | 1× Platin    | 400.000  |
| 180  | 2022 | Lebenslang                                | Tream                                                                                   | 1× Platin    | 400.000  |
| 180  | 2022 | Sehnsucht                                 | T-Low, Miksu und Macloud                                                                | 1× Platin    | 400.000  |
| 180  | 2022 | Powerade                                  | Ion Miles und SiraOne                                                                   | 1× Platin    | 400.000  |
| 180  | 2022 | Paradise (mit dir)                        | Liaze                                                                                   | 1× Platin    | 400.000  |
| 180  | 2022 | Nachts wach                               | Makko, Miksu und Macloud                                                                | 1× Platin    | 400.000  |
| 180  | 2022 | Bamba                                     | Luciano feat. Aitch und Bia                                                             | 1× Platin    | 400.000  |

### 300.000 Einheiten
| Rang | Jahr | Titel                                           | Künstler                                     | Auszeichnung | Verkäufe |
| ---- | ---- | ----------------------------------------------- | -------------------------------------------- | ------------ | -------- |
| 300  | 1993 | It Was a Good Day                               | Ice Cube                                     | 1× Gold      | 300.000  |
| 300  | 1995 | Shook Ones, Part II                             | Mobb Deep                                    | 1× Gold      | 300.000  |
| 300  | 1996 | All Eyez on Me                                  | Tupac Shakur feat. Big Syke                  | 1× Gold      | 300.000  |
| 300  | 2002 | Cleanin’ Out My Closet                          | Eminem                                       | 1× Gold      | 300.000  |
| 300  | 2003 | Superman                                        | Eminem feat. Dina Rae                        | 1× Gold      | 300.000  |
| 300  | 2003 | Get Busy                                        | Sean Paul                                    | 1× Platin    | 300.000  |
| 300  | 2003 | Never Leave You (Uh Oooh, Uh Oooh)              | Lumidee feat. Busta Rhymes und Fabolous      | 1× Platin    | 300.000  |
| 300  | 2004 | Femme Like U                                    | K-Maro                                       | 1× Platin    | 300.000  |
| 300  | 2004 | Troy                                            | Die Fantastischen Vier                       | 1× Platin    | 300.000  |
| 300  | 2004 | How We Do                                       | The Game feat. 50 Cent                       | 1× Platin    | 300.000  |
| 300  | 2005 | Hate It or Love It                              | The Game feat. 50 Cent                       | 1× Platin    | 300.000  |
| 300  | 2005 | Just a Lil Bit                                  | 50 Cent                                      | 1× Platin    | 300.000  |
| 300  | 2005 | Die Eine 2005                                   | Die Firma                                    | 1× Platin    | 300.000  |
| 300  | 2005 | Big City Life                                   | Mattafix                                     | 1× Platin    | 300.000  |
| 300  | 2006 | Ridin’                                          | Chamillionaire feat. Krayzie Bone            | 1× Platin    | 300.000  |
| 300  | 2007 | Crank That (Soulja Boy)                         | Soulja Boy                                   | 1× Platin    | 300.000  |
| 300  | 2008 | Augen auf / Halt dein Maul                      | Sido                                         | 1× Platin    | 300.000  |
| 300  | 2008 | Strip für mich                                  | Sido feat. Kitty Kat                         | 1× Platin    | 300.000  |
| 300  | 2008 | Stadtaffe                                       | Peter Fox                                    | 1× Platin    | 300.000  |
| 300  | 2008 | Für immer jung                                  | Bushido feat. Karel Gott                     | 1× Platin    | 300.000  |
| 300  | 2009 | Right Round                                     | Flo Rida feat. Kesha                         | 1× Platin    | 300.000  |
| 300  | 2009 | Hotel Room Service                              | Pitbull                                      | 1× Platin    | 300.000  |
| 300  | 2009 | Das geht ab!                                    | Die Atzen                                    | 1× Platin    | 300.000  |
| 300  | 2009 | Meet Me Halfway                                 | The Black Eyed Peas                          | 1× Platin    | 300.000  |
| 300  | 2009 | Empire State of Mind                            | Jay-Z feat. Alicia Keys                      | 1× Platin    | 300.000  |
| 300  | 2010 | Disco Pogo                                      | Die Atzen                                    | 1× Platin    | 300.000  |
| 300  | 2010 | Alles wird gut                                  | Bushido                                      | 1× Platin    | 300.000  |
| 300  | 2010 | Désolé                                          | Sexion d’Assaut                              | 1× Platin    | 300.000  |
| 300  | 2010 | Like a G6                                       | Far East Movement feat. Dev und The Cataracs | 1× Platin    | 300.000  |
| 300  | 2010 | Not Afraid                                      | Eminem                                       | 1× Platin    | 300.000  |
| 300  | 2010 | Der Himmel soll warten                          | Sido feat. Adel Tawil                        | 1× Platin    | 300.000  |
| 300  | 2010 | California Gurls                                | Katy Perry feat. Snoop Dogg                  | 1× Platin    | 300.000  |
| 300  | 2010 | Power                                           | Kanye West feat. Dwele                       | 1× Platin    | 300.000  |
| 300  | 2010 | Rhythmus meines Lebens                          | Kool Savas                                   | 1× Platin    | 300.000  |
| 300  | 2010 | Coming Home                                     | Diddy – Dirty Money feat. Skylar Grey        | 1× Platin    | 300.000  |
| 300  | 2011 | Strobo Pop                                      | Die Atzen feat. Nena                         | 1× Platin    | 300.000  |
| 300  | 2011 | Urlaub fürs Gehirn                              | K.I.Z                                        | 1× Platin    | 300.000  |
| 300  | 2011 | Got 2 Luv U                                     | Sean Paul feat. Alexis Jordan                | 1× Platin    | 300.000  |
| 300  | 2011 | So perfekt                                      | Casper                                       | 1× Platin    | 300.000  |
| 300  | 2011 | Sexy and I Know It                              | LMFAO                                        | 1× Platin    | 300.000  |
| 300  | 2011 | Good Feeling                                    | Flo Rida                                     | 1× Platin    | 300.000  |
| 300  | 2012 | Wildes Ding                                     | Culcha Candela                               | 1× Platin    | 300.000  |
| 300  | 2012 | Turn All the Lights On                          | T-Pain feat. Ne-Yo                           | 1× Platin    | 300.000  |
| 300  | 2012 | Starships                                       | Nicki Minaj                                  | 1× Platin    | 300.000  |
| 300  | 2012 | Back in Time                                    | Pitbull                                      | 1× Platin    | 300.000  |
| 300  | 2012 | Dance Again                                     | Jennifer Lopez feat. Pitbull                 | 1× Platin    | 300.000  |
| 300  | 2012 | Von allein                                      | Culcha Candela                               | 1× Platin    | 300.000  |
| 300  | 2012 | Payphone                                        | Maroon 5 feat. Wiz Khalifa                   | 1× Platin    | 300.000  |
| 300  | 2012 | Hi Kids                                         | Cro                                          | 1× Platin    | 300.000  |
| 300  | 2012 | Ein Teil                                        | Cro                                          | 1× Platin    | 300.000  |
| 300  | 2012 | Play Hard                                       | David Guetta feat. Ne-Yo und Akon            | 1× Platin    | 300.000  |
| 300  | 2012 | Augenbling                                      | Seeed                                        | 1× Platin    | 300.000  |
| 300  | 2013 | Feel This Moment                                | Pitbull feat. Christina Aguilera             | 1× Platin    | 300.000  |
| 300  | 2013 | A Little Party Never Killed Nobody (All We Got) | Fergie feat. Q-Tip und GoonRock              | 1× Platin    | 300.000  |
| 300  | 2013 | Talk Dirty                                      | Jason Derulo feat. 2 Chainz                  | 1× Platin    | 300.000  |
| 300  | 2013 | Im Ascheregen                                   | Casper                                       | 1× Platin    | 300.000  |
| 300  | 2013 | Hold On, We’re Going Home                       | Drake feat. Majid Jordan                     | 1× Platin    | 300.000  |
| 300  | 2013 | Einer dieser Steine                             | Sido feat. Mark Forster                      | 1× Platin    | 300.000  |
| 300  | 2014 | Problem                                         | Ariana Grande feat. Iggy Azalea              | 1× Platin    | 300.000  |
| 300  | 2019 | Beef                                            | Apache 207                                   | 1× Gold      | 300.000  |
| 300  | 2020 | Monet                                           | Alligatoah und Sido                          | 1× Gold      | 300.000  |
| 300  | 2021 | Manchester                                      | Reezy                                        | 1× Gold      | 300.000  |
| 300  | 2022 | Wie viele Lieder muss ich noch schreiben?       | SDP feat. Montez                             | 1× Gold      | 300.000  |
| 300  | 2022 | Kleiner Prinz                                   | Pashanim                                     | 1× Gold      | 300.000  |
| 300  | 2022 | Ticket nach Ketama                              | Ary und Liaze                                | 1× Gold      | 300.000  |
| 300  | 2022 | Nur für dich                                    | Kontra K                                     | 1× Gold      | 300.000  |
| 300  | 2022 | Doppel G                                        | Pashanim                                     | 1× Gold      | 300.000  |
| 300  | 2022 | Fühlst du das auch                              | Apache 207                                   | 1× Gold      | 300.000  |
| 300  | 2022 | Glatteis                                        | Nina Chuba                                   | 1× Gold      | 300.000  |
| 300  | 2023 | Ewigkeit                                        | Erobé und Lyfrix                             | 1× Gold      | 300.000  |
| 300  | 2023 | Pass auf                                        | HoodBlaq                                     | 1× Gold      | 300.000  |
| 300  | 2023 | Anders                                          | 01099 feat. Ski Aggu                         | 1× Gold      | 300.000  |
| 300  | 2023 | Neunzig                                         | Apache 207                                   | 1× Gold      | 300.000  |
| 300  | 2023 | Zelten auf Kies                                 | Tream                                        | 1× Gold      | 300.000  |
| 300  | 2023 | Wenn das so bleibt                              | Apache 207                                   | 1× Gold      | 300.000  |
| 300  | 2023 | Bagchaser Can                                   | Pashanim                                     | 1× Gold      | 300.000  |
| 300  | 2023 | Sprinter                                        | Dave und Central Cee                         | 1× Gold      | 300.000  |
| 300  | 2023 | Superstars                                      | Jazeek                                       | 1× Gold      | 300.000  |
| 300  | 2023 | Mietfrei                                        | Ski Aggu                                     | 1× Gold      | 300.000  |
| 300  | 2023 | Dorfkinder                                      | Finnel                                       | 1× Gold      | 300.000  |
| 300  | 2023 | Fe!n                                            | Travis Scott feat. Playboi Carti             | 1× Gold      | 300.000  |
| 300  | 2023 | Paint the Town Red                              | Doja Cat                                     | 1× Gold      | 300.000  |
| 300  | 2023 | Summertime                                      | Kontra K feat. Lana Del Rey                  | 1× Gold      | 300.000  |
| 300  | 2023 | Panama                                          | GReeeN                                       | 1× Gold      | 300.000  |
| 300  | 2023 | Liebe Grüße                                     | RAF Camora feat. Ski Aggu                    | 1× Gold      | 300.000  |
| 300  | 2023 | Die Sonne                                       | Kontra K feat. Santos                        | 1× Gold      | 300.000  |
| 300  | 2023 | Lovin on Me                                     | Jack Harlow                                  | 1× Gold      | 300.000  |
| 300  | 2023 | Sonnenbank.mp3                                  | Yakary                                       | 1× Gold      | 300.000  |
| 300  | 2024 | Tempo                                           | Sampagne feat. Badchieff und Cro             | 1× Gold      | 300.000  |
| 300  | 2024 | Vempa                                           | Fourty feat. Bausa                           | 1× Gold      | 300.000  |
| 300  | 2024 | Wunder                                          | Ayliva feat. Apache 207                      | 1× Gold      | 300.000  |
| 300  | 2024 | Mama hat gesagt                                 | SDP feat. Esther Graf und Sido               | 1× Gold      | 300.000  |
| 300  | 2024 | Not Like Us                                     | Kendrick Lamar                               | 1× Gold      | 300.000  |
| 300  | 2024 | Mittelmeer                                      | Pashanim                                     | 1× Gold      | 300.000  |
| 300  | 2024 | Wie du manchmal fehlst                          | Zartmann feat. Ski Aggu                      | 1× Gold      | 300.000  |
| 300  | 2024 | Houdini                                         | Eminem                                       | 1× Gold      | 300.000  |
| 300  | 2024 | Bauch Beine Po                                  | Shirin David                                 | 1× Gold      | 300.000  |
| 300  | 2024 | Fata Morgana                                    | Nina Chuba                                   | 1× Gold      | 300.000  |
| 300  | 2025 | Sabía que no                                    | Reezy                                        | 1× Gold      | 300.000  |

### 250.000 Einheiten
| Rang | Jahr | Titel                               | Künstler                                      | Auszeichnung | Verkäufe |
| ---- | ---- | ----------------------------------- | --------------------------------------------- | ------------ | -------- |
| 399  | 1982 | Der Kommissar                       | Falco                                         | 1× Gold      | 250.000  |
| 399  | 1985 | Rock Me Amadeus                     | Falco                                         | 1× Gold      | 250.000  |
| 399  | 1986 | Walk This Way                       | Run-D.M.C. feat. Aerosmith                    | 1× Gold      | 250.000  |
| 399  | 1990 | U Can’t Touch This                  | MC Hammer                                     | 1× Gold      | 250.000  |
| 399  | 1990 | Ice Ice Baby                        | Vanilla Ice                                   | 1× Gold      | 250.000  |
| 399  | 1992 | Jump Around                         | House of Pain                                 | 1× Gold      | 250.000  |
| 399  | 1992 | Die da!?!                           | Die Fantastischen Vier                        | 1× Gold      | 250.000  |
| 399  | 1993 | I Like to Move It                   | Reel 2 Real                                   | 1× Gold      | 250.000  |
| 399  | 1994 | Regulate                            | Warren G feat. Nate Dogg                      | 1× Gold      | 250.000  |
| 399  | 1995 | Boombastic                          | Shaggy                                        | 1× Gold      | 250.000  |
| 399  | 1995 | Waterfalls                          | TLC                                           | 1× Gold      | 250.000  |
| 399  | 1995 | Sie ist weg                         | Die Fantastischen Vier                        | 1× Gold      | 250.000  |
| 399  | 1995 | California Love                     | Tupac Shakur feat. Dr. Dre und Roger Troutman | 1× Gold      | 250.000  |
| 399  | 1996 | Fu-Gee-La                           | Fugees                                        | 1× Gold      | 250.000  |
| 399  | 1996 | Ambitionz az a Ridah                | Tupac Shakur                                  | 1× Gold      | 250.000  |
| 399  | 1996 | Hier kommt die Maus                 | Stefan Raab                                   | 1× Gold      | 250.000  |
| 399  | 1996 | Paparazzi                           | Xzibit                                        | 1× Gold      | 250.000  |
| 399  | 1996 | If I Ruled the World (Imagine That) | Nas feat. Lauryn Hill                         | 1× Gold      | 250.000  |
| 399  | 1996 | Ready or Not                        | Fugees                                        | 1× Gold      | 250.000  |
| 399  | 1996 | What’s Love Got to Do with It       | Warren G feat. Adina Howard                   | 1× Gold      | 250.000  |
| 399  | 1996 | No Diggity                          | BLACKstreet feat. Dr. Dre und Queen Pen       | 1× Gold      | 250.000  |
| 399  | 1996 | So Strung Out                       | C-Block                                       | 1× Gold      | 250.000  |
| 399  | 1997 | Du liebst mich nicht                | Sabrina Setlur                                | 1× Gold      | 250.000  |
| 399  | 1997 | Time Is Tickin’ Away                | C-Block                                       | 1× Gold      | 250.000  |
| 399  | 1997 | Mr. Wichtig                         | Tic Tac Toe                                   | 1× Gold      | 250.000  |
| 399  | 1997 | A-N-N-A                             | Freundeskreis                                 | 1× Gold      | 250.000  |
| 399  | 1997 | C U When U Get There                | Coolio feat. 40 Thevz                         | 1× Gold      | 250.000  |
| 399  | 1997 | He’s Comin’                         | Nana feat. Necatin, Alex Prince, Ski & T.C.   | 1× Gold      | 250.000  |
| 399  | 1997 | Walk on By                          | Young Deenay                                  | 1× Gold      | 250.000  |
| 399  | 1997 | Too Much Heaven                     | Nana                                          | 1× Gold      | 250.000  |
| 399  | 1997 | Eternal Grace                       | C-Block                                       | 1× Gold      | 250.000  |
| 399  | 1998 | Remember the Time                   | Nana                                          | 1× Gold      | 250.000  |
| 399  | 1998 | Egoist                              | Falco                                         | 1× Gold      | 250.000  |
| 399  | 1998 | Changes                             | Tupac Shakur                                  | 1× Gold      | 250.000  |
| 399  | 1998 | Miami                               | Will Smith                                    | 1× Gold      | 250.000  |
| 399  | 1999 | No Scrubs                           | TLC                                           | 1× Gold      | 250.000  |
| 399  | 1999 | Nie wieder                          | Sara und Tic Tac Two                          | 1× Gold      | 250.000  |
| 399  | 1999 | Wild Wild West                      | Will Smith feat. Dru Hill und Kool Moe Dee    | 1× Gold      | 250.000  |
| 399  | 1999 | Satisfy You                         | Puff Daddy feat. R. Kelly                     | 1× Gold      | 250.000  |
| 399  | 2000 | Forgot About Dre                    | Dr. Dre feat. Eminem                          | 1× Gold      | 250.000  |
| 399  | 2000 | The Next Episode                    | Dr. Dre feat. Snoop Dogg und Nate Dogg        | 1× Gold      | 250.000  |
| 399  | 2000 | Who Let the Dogs Out                | Baha Men                                      | 1× Gold      | 250.000  |
| 399  | 2000 | Ante Up                             | M. O. P.                                      | 1× Gold      | 250.000  |
| 399  | 2001 | Gravel Pit                          | Wu-Tang Clan                                  | 1× Gold      | 250.000  |
| 399  | 2001 | Clint Eastwood                      | Gorillaz feat. Del Tha Funkee Homosapien      | 1× Gold      | 250.000  |
| 399  | 2001 | Let’s Get Back to Bed – Boy!        | Sarah Connor feat. TQ                         | 1× Gold      | 250.000  |
| 399  | 2001 | Ride wit Me                         | Nelly feat. City Spud                         | 1× Gold      | 250.000  |
| 399  | 2001 | Let Me Blow Ya Mind                 | Eve feat. Gwen Stefani                        | 1× Gold      | 250.000  |
| 399  | 2001 | In the Air Tonite                   | Lil’ Kim feat. Phil Collins                   | 1× Gold      | 250.000  |
| 399  | 2001 | Adriano (Letzte Warnung)            | Brothers Keepers                              | 1× Gold      | 250.000  |
| 399  | 2001 | Family Affair                       | Mary J. Blige                                 | 1× Gold      | 250.000  |
| 399  | 2001 | Break Ya Neck                       | Busta Rhymes                                  | 1× Gold      | 250.000  |
| 399  | 2001 | Weck mich auf                       | Samy Deluxe                                   | 1× Gold      | 250.000  |
| 399  | 2002 | Hot in Herre                        | Nelly                                         | 1× Gold      | 250.000  |
| 399  | 2002 | Sing for the Moment                 | Eminem                                        | 1× Gold      | 250.000  |
| 399  | 2002 | Dilemma                             | Nelly feat. Kelly Rowland                     | 1× Gold      | 250.000  |
| 399  | 2002 | Dirrty                              | Christina Aguilera feat. Redman               | 1× Gold      | 250.000  |
| 399  | 2002 | Jenny from the Block                | Jennifer Lopez feat. Jadakiss und Styles P    | 1× Gold      | 250.000  |
| 399  | 2002 | Bump, Bump, Bump                    | B2K feat. P. Diddy                            | 1× Gold      | 250.000  |

### 200.000 Einheiten
| Rang | Jahr | Titel                                               | Künstler                                                     | Auszeichnung        | Verkäufe |
| ---- | ---- | --------------------------------------------------- | ------------------------------------------------------------ | ------------------- | -------- |
| 456  | 2014 | Don’t Tell ’Em                                      | Jeremih feat. YG                                             | 1× Gold             | 200.000  |
| 456  | 2014 | Meine Gang (Bang Bang)                              | Cro feat. Dajuan                                             | 1× Gold             | 200.000  |
| 456  | 2014 | Wölfe                                               | Kontra K                                                     | 1× Gold             | 200.000  |
| 456  | 2014 | Delirious (Boneless)                                | Steve Aoki, Chris Lake und Tujamo feat. Kid Ink              | 1× Gold             | 200.000  |
| 456  | 2014 | Adrenalin                                           | Kontra K                                                     | 1× Gold             | 200.000  |
| 456  | 2014 | Black Widow                                         | Iggy Azalea feat. Rita Ora                                   | 1× Gold             | 200.000  |
| 456  | 2014 | Fireball                                            | Pitbull feat. John Ryan                                      | 1× Gold             | 200.000  |
| 456  | 2014 | Anaconda                                            | Nicki Minaj                                                  | 1× Gold             | 200.000  |
| 456  | 2014 | Baby du riechst                                     | 257ers                                                       | 1× Gold             | 200.000  |
| 456  | 2014 | No Type                                             | Rae Sremmurd                                                 | 1× Gold             | 200.000  |
| 456  | 2014 | I Don’t Fuck with You                               | Big Sean feat. E-40                                          | 1× Gold             | 200.000  |
| 456  | 2014 | Irgendwo in Vegas                                   | 257ers feat. Alligatoah                                      | 1× Gold             | 200.000  |
| 456  | 2014 | Wrapped Up                                          | Olly Murs feat. Travie McCoy                                 | 1× Gold             | 200.000  |
| 456  | 2014 | Sterne                                              | Shindy feat. Bushido                                         | 1× Gold             | 200.000  |
| 456  | 2014 | Hey Girl                                            | Cro                                                          | 1× Gold             | 200.000  |
| 456  | 2014 | Ich rolle mit meim Besten                           | Haftbefehl feat. Marteria                                    | 1× Gold             | 200.000  |
| 456  | 2014 | So ’ne Musik                                        | Deichkind                                                    | 1× Gold             | 200.000  |
| 456  | 2014 | Trap Queen                                          | Fetty Wap                                                    | 1× Gold             | 200.000  |
| 456  | 2015 | Du liebst mich nicht                                | Ado Kojo feat. Shirin David                                  | 1× Gold             | 200.000  |
| 456  | 2015 | Schnapp!                                            | Gzuz feat. LX                                                | 1× Gold             | 200.000  |
| 456  | 2015 | White Iverson                                       | Post Malone                                                  | 1× Gold             | 200.000  |
| 456  | 2015 | Schwung in die Kiste                                | Die Orsons                                                   | 1× Gold             | 200.000  |
| 456  | 2015 | Ventilator                                          | Die Orsons                                                   | 1× Gold             | 200.000  |
| 456  | 2015 | I Don’t Like It, I Love It                          | Flo Rida feat. Robin Thicke und Verdine White                | 1× Gold             | 200.000  |
| 456  | 2015 | Be Real                                             | Kid Ink feat. Dej Loaf                                       | 1× Gold             | 200.000  |
| 456  | 2015 | Wünsch dir was                                      | Genetikk                                                     | 1× Gold             | 200.000  |
| 456  | 2015 | 700 Main St                                         | Dat Adam                                                     | 1× Gold             | 200.000  |
| 456  | 2015 | Watch Me (Whip/Nae Nae)                             | Silentó                                                      | 1× Gold             | 200.000  |
| 456  | 2015 | Boom Boom Boom                                      | K.I.Z                                                        | 1× Gold             | 200.000  |
| 456  | 2015 | Everyday                                            | ASAP Rocky feat. Rod Stewart, Miguel und Mark Ronson         | 1× Gold             | 200.000  |
| 456  | 2015 | Bad Blood                                           | Taylor Swift feat. Kendrick Lamar                            | 1× Gold             | 200.000  |
| 456  | 2015 | Good for You                                        | Selena Gomez feat. ASAP Rocky                                | 1× Gold             | 200.000  |
| 456  | 2015 | 679                                                 | Fetty Wap feat. Remy Boyz                                    | 1× Gold             | 200.000  |
| 456  | 2015 | Wir                                                 | K.I.Z                                                        | 1× Gold             | 200.000  |
| 456  | 2015 | Hotline Bling                                       | Drake                                                        | 1× Gold             | 200.000  |
| 456  | 2015 | Whip It!                                            | Lunchmoney Lewis feat. Chloe Angelides                       | 1× Gold             | 200.000  |
| 456  | 2015 | Jumpman                                             | Drake und Future                                             | 1× Gold             | 200.000  |
| 456  | 2015 | Prollz                                              | Gzuz feat. Maxwell                                           | 1× Gold             | 200.000  |
| 456  | 2015 | All My Friends                                      | Snakehips feat. Tinashe und Chance the Rapper                | 1× Gold             | 200.000  |
| 456  | 2015 | Melodie                                             | Cro                                                          | 1× Gold             | 200.000  |
| 456  | 2015 | John Gotti                                          | Kollegah                                                     | 1× Gold             | 200.000  |
| 456  | 2015 | Nullkommaneun                                       | SSIO                                                         | 1× Gold             | 200.000  |
| 456  | 2016 | 1,40m                                               | Prinz Pi feat. Philipp Dittberner                            | 1× Gold             | 200.000  |
| 456  | 2016 | Make My Love Go                                     | Jay Sean feat. Sean Paul und Kiana Ledé                      | 1× Gold             | 200.000  |
| 456  | 2016 | Girls Like                                          | Tinie Tempah feat. Zara Larsson                              | 1× Gold             | 200.000  |
| 456  | 2016 | Low Life                                            | Future feat. The Weeknd                                      | 1× Gold             | 200.000  |
| 456  | 2016 | Famous                                              | Kanye West feat. Rihanna                                     | 1× Gold             | 200.000  |
| 456  | 2016 | So lala                                             | RAF Camora                                                   | 1× Gold             | 200.000  |
| 456  | 2016 | Go Flex                                             | Post Malone                                                  | 1× Gold             | 200.000  |
| 456  | 2016 | Ikarus                                              | Kontra K                                                     | 1× Gold             | 200.000  |
| 456  | 2016 | Bianco                                              | Yung Hurn feat. RIN                                          | 1× Gold             | 200.000  |
| 456  | 2016 | Controlla                                           | Drake                                                        | 1× Gold             | 200.000  |
| 456  | 2016 | Holland                                             | 257ers                                                       | 1× Gold             | 200.000  |
| 456  | 2016 | Too Good                                            | Drake feat. Rihanna                                          | 1× Gold             | 200.000  |
| 456  | 2016 | Blättchen und Ganja                                 | Bonez MC und Gzuz                                            | 1× Gold             | 200.000  |
| 456  | 2016 | Optimal                                             | Gzuz feat. LX                                                | 1× Gold             | 200.000  |
| 456  | 2016 | Ruhe nach dem Sturm                                 | Bonez MC und RAF Camora                                      | 1× Gold             | 200.000  |
| 456  | 2016 | Luv                                                 | Tory Lanez                                                   | 1× Gold             | 200.000  |
| 456  | 2016 | Vanilla Sky                                         | Hanybal feat. Nimo                                           | 1× Gold             | 200.000  |
| 456  | 2016 | Side to Side                                        | Ariana Grande feat. Nicki Minaj                              | 1× Gold             | 200.000  |
| 456  | 2016 | Attackieren                                         | Bonez MC und RAF Camora feat. Hanybal                        | 1× Gold             | 200.000  |
| 456  | 2016 | Don’t Wanna Know                                    | Maroon 5 feat. Kendrick Lamar                                | 1× Gold             | 200.000  |
| 456  | 2016 | Kartell                                             | Zuna feat. Azet und Nash                                     | 1× Gold             | 200.000  |
| 456  | 2016 | Bad and Boujee                                      | Migos feat. Lil Uzi Vert                                     | 1× Gold             | 200.000  |
| 456  | 2016 | Fake Love                                           | Drake                                                        | 1× Gold             | 200.000  |
| 456  | 2016 | Ich brauch Dich                                     | KC Rebell                                                    | 1× Gold             | 200.000  |
| 456  | 2016 | iSpy                                                | Kyle feat. Lil Yachty                                        | 1× Gold             | 200.000  |
| 456  | 2016 | 10 Jahre                                            | Gzuz, LX, Bonez MC, Maxwell und Sa4                          | 1× Gold             | 200.000  |
| 456  | 2016 | Skandale                                            | Bonez MC und RAF Camora feat. Gzuz                           | 1× Gold             | 200.000  |
| 456  | 2016 | Atramis                                             | Bonez MC und RAF Camora feat. Bausa                          | 1× Gold             | 200.000  |
| 456  | 2016 | Spielplatz                                          | Maxwell feat. Bonez MC                                       | 1× Gold             | 200.000  |
| 456  | 2016 | 069                                                 | Haftbefehl                                                   | 1× Gold             | 200.000  |
| 456  | 2017 | Baron                                               | Bausa feat. Lativ                                            | 1× Gold             | 200.000  |
| 456  | 2017 | Run Up                                              | Major Lazer feat. PartyNextDoor und Nicki Minaj              | 1× Gold             | 200.000  |
| 456  | 2017 | Wieso?                                              | Zuna                                                         | 1× Gold             | 200.000  |
| 456  | 2017 | Congratulations                                     | Post Malone feat. Quavo                                      | 1× Gold             | 200.000  |
| 456  | 2017 | Cold                                                | Maroon 5 feat. Future                                        | 1× Gold             | 200.000  |
| 456  | 2017 | Diamanten                                           | Kontra K                                                     | 1× Gold             | 200.000  |
| 456  | 2017 | Slide                                               | Calvin Harris feat. Frank Ocean und Migos                    | 1× Gold             | 200.000  |
| 456  | 2017 | Mehr als ein Job                                    | Kontra K                                                     | 1× Gold             | 200.000  |
| 456  | 2017 | Good Life                                           | G-Eazy feat. Kehlani                                         | 1× Gold             | 200.000  |
| 456  | 2017 | Bis hier und noch weiter                            | Adel Tawil feat. KC Rebell und Summer Cem                    | 1× Gold             | 200.000  |
| 456  | 2017 | Jäger                                               | Luciano                                                      | 1× Gold             | 200.000  |
| 456  | 2017 | Passionfruit                                        | Drake                                                        | 1× Gold             | 200.000  |
| 456  | 2017 | Für die Gang                                        | Ufo361 feat. Gzuz                                            | 1× Gold             | 200.000  |
| 456  | 2017 | Baby                                                | Zuna                                                         | 1× Gold             | 200.000  |
| 456  | 2017 | Die Fotzen sind wieder da                           | SXTN                                                         | 1× Gold             | 200.000  |
| 456  | 2017 | LFR                                                 | Nimo                                                         | 1× Gold             | 200.000  |
| 456  | 2017 | Der Pate                                            | Ufo361                                                       | 1× Gold             | 200.000  |
| 456  | 2017 | 1-800-273-8255                                      | Logic feat. Khalid und Alessia Cara                          | 1× Gold             | 200.000  |
| 456  | 2017 | Bon Appétit                                         | Katy Perry feat. Migos                                       | 1× Gold             | 200.000  |
| 456  | 2017 | Das Geld muss weg                                   | Marteria                                                     | 1× Gold             | 200.000  |
| 456  | 2017 | Bombay                                              | Jazn                                                         | 1× Gold             | 200.000  |
| 456  | 2017 | Swish Swish                                         | Katy Perry feat. Nicki Minaj                                 | 1× Gold             | 200.000  |
| 456  | 2017 | Papa                                                | Bushido                                                      | 1× Gold             | 200.000  |
| 456  | 2017 | DNA.                                                | Kendrick Lamar                                               | 1× Gold             | 200.000  |
| 456  | 2017 | Plain Jane                                          | ASAP Ferg                                                    | 1× Gold             | 200.000  |
| 456  | 2017 | Wie Falco                                           | Nimo feat. Ufo361 und Yung Hurn                              | 1× Gold             | 200.000  |
| 456  | 2017 | Bodak Yellow                                        | Cardi B                                                      | 1× Gold             | 200.000  |
| 456  | 2017 | Nur noch Gucci                                      | Capital Bra                                                  | 1× Gold             | 200.000  |
| 456  | 2017 | Réseaux                                             | Niska                                                        | 1× Gold             | 200.000  |
| 456  | 2017 | Komm wir chillen                                    | Capo feat. Bausa und Yonii                                   | 1× Gold             | 200.000  |
| 456  | 2017 | Alles auf Rot                                       | Capo                                                         | 1× Gold             | 200.000  |
| 456  | 2017 | High Life                                           | Bonez MC, Gzuz und Maxwell feat. RAF Camora                  | 1× Gold             | 200.000  |
| 456  | 2017 | Sitzheizung                                         | Gzuz und Bonez MC                                            | 1× Gold             | 200.000  |
| 456  | 2017 | Lächeln                                             | Bonez MC                                                     | 1× Gold             | 200.000  |
| 456  | 2017 | Alles probiert                                      | RAF Camora feat. Bonez MC                                    | 1× Gold             | 200.000  |
| 456  | 2017 | Hawaii                                              | Luciano                                                      | 1× Gold             | 200.000  |
| 456  | 2017 | Do Re Mi                                            | Blackbear feat. Gucci Mane                                   | 1× Gold             | 200.000  |
| 456  | 2017 | Bank Account                                        | 21 Savage                                                    | 1× Gold             | 200.000  |
| 456  | 2017 | Olé Olé                                             | Capital Bra feat. RAF Camora und Joshi Mizu                  | 1× Gold             | 200.000  |
| 456  | 2017 | Andere Liga                                         | RAF Camora                                                   | 1× Gold             | 200.000  |
| 456  | 2017 | Grauer Beton                                        | Trettmann                                                    | 1× Gold             | 200.000  |
| 456  | 2017 | Rhythm n’ Flouz                                     | Celo & Abdi feat. Olexesh und Nimo                           | 1× Gold             | 200.000  |
| 456  | 2017 | Everybody Dies in Their Nightmares                  | XXXTentacion                                                 | 1× Gold             | 200.000  |
| 456  | 2017 | No Limit                                            | G-Eazy feat. ASAP Rocky und Cardi B                          | 1× Gold             | 200.000  |
| 456  | 2017 | Sturmmaske auf (Intro)                              | Kollegah und Farid Bang                                      | 1× Gold (revidiert) | 200.000  |
| 456  | 2017 | Zieh’ den Rucksack aus                              | Kollegah und Farid Bang                                      | 1× Gold             | 200.000  |
| 456  | 2017 | Na Na Na                                            | Capital Bra feat. Ufo361                                     | 1× Gold             | 200.000  |
| 456  | 2017 | Gucci Gang                                          | Lil Pump                                                     | 1× Gold             | 200.000  |
| 456  | 2017 | Blackout                                            | RIN                                                          | 1× Gold             | 200.000  |
| 456  | 2017 | GottSeiDank                                         | Trettmann feat. Bonez MC und RAF Camora                      | 1× Gold             | 200.000  |
| 456  | 2017 | Man’s Not Hot                                       | Big Shaq                                                     | 1× Gold             | 200.000  |
| 456  | 2017 | Mwaka Moon                                          | Kalash feat. Damso                                           | 1× Gold             | 200.000  |
| 456  | 2017 | I Fall Apart                                        | Post Malone                                                  | 1× Gold             | 200.000  |
| 456  | 2017 | Vorankommen                                         | Luciano                                                      | 1× Gold             | 200.000  |
| 456  | 2017 | Chemie Chemie Ya                                    | Kraftklub                                                    | 1× Gold             | 200.000  |
| 456  | 2017 | Ric Flair Drip                                      | Offset, Metro Boomin und 21 Savage                           | 1× Gold             | 200.000  |
| 456  | 2017 | Mon Chéri                                           | Capo und Nimo                                                | 1× Gold             | 200.000  |
| 456  | 2017 | Highway                                             | Edo Saiya                                                    | 1× Gold             | 200.000  |
| 456  | 2017 | AMG2                                                | Azzi Memo feat. Eno                                          | 1× Gold             | 200.000  |
| 456  | 2017 | Doggy                                               | Katja Krasavice                                              | 1× Gold             | 200.000  |
| 456  | 2017 | Ave Maria                                           | Kollegah und Farid Bang                                      | 1× Gold             | 200.000  |
| 456  | 2017 | Sag nix                                             | RAF Camora                                                   | 1× Gold             | 200.000  |
| 456  | 2017 | Gotham City                                         | RAF Camora                                                   | 1× Gold             | 200.000  |
| 456  | 2017 | River                                               | Eminem feat. Ed Sheeran                                      | 1× Gold             | 200.000  |
| 456  | 2017 | Waffen                                              | RAF Camora feat. Ufo361, Gzuz und Bonez MC                   | 1× Gold             | 200.000  |
| 456  | 2017 | Bum Bum Tam Tam                                     | MC Fioti feat. Future, J Balvin, Stefflon Don und Juan Magán | 1× Gold             | 200.000  |
| 456  | 2018 | All the Stars                                       | Kendrick Lamar und SZA                                       | 1× Gold             | 200.000  |
| 456  | 2018 | Finesse (Remix)                                     | Bruno Mars feat. Cardi B                                     | 1× Gold             | 200.000  |
| 456  | 2018 | God’s Plan                                          | Drake                                                        | 1× Gold             | 200.000  |
| 456  | 2018 | Ti amo                                              | Veysel feat. Mozzik                                          | 1× Gold             | 200.000  |
| 456  | 2018 | Is It Love?                                         | Rea Garvey feat. Kool Savas                                  | 1× Gold             | 200.000  |
| 456  | 2018 | Beverly Hills                                       | Ufo361                                                       | 1× Gold             | 200.000  |
| 456  | 2018 | Pray for Me                                         | The Weeknd feat. Kendrick Lamar                              | 1× Gold             | 200.000  |
| 456  | 2018 | Airmax gegen Kopf                                   | Dardan feat. Luciano                                         | 1× Gold             | 200.000  |
| 456  | 2018 | Plug Walk                                           | Rich the Kid                                                 | 1× Gold             | 200.000  |
| 456  | 2018 | Cool                                                | Felix Jaehn feat. Marc E. Bassy und Gucci Mane               | 1× Gold             | 200.000  |
| 456  | 2018 | Psycho                                              | Post Malone feat. Ty Dolla Sign                              | 1× Gold             | 200.000  |
| 456  | 2018 | Freaky Friday                                       | Lil Dicky feat. Chris Brown                                  | 1× Gold             | 200.000  |
| 456  | 2018 | Changes                                             | XXXTentacion                                                 | 1× Gold             | 200.000  |
| 456  | 2018 | Everyday                                            | Logic und Marshmello                                         | 1× Gold             | 200.000  |
| 456  | 2018 | Immer wieder                                        | Rooz und MoTrip                                              | 1× Gold             | 200.000  |
| 456  | 2018 | The Remedy for a Broken Heart (Why Am I So in Love) | XXXTentacion                                                 | 1× Gold             | 200.000  |
| 456  | 2018 | Hope                                                | XXXTentacion                                                 | 1× Gold             | 200.000  |
| 456  | 2018 | Drück drück                                         | Gzuz feat. LX                                                | 1× Gold             | 200.000  |
| 456  | 2018 | Fast Life                                           | Azet                                                         | 1× Gold             | 200.000  |
| 456  | 2018 | Eloah                                               | Sun Diego                                                    | 1× Gold             | 200.000  |
| 456  | 2018 | 5 Songs in einer Nacht                              | Capital Bra                                                  | 1× Gold             | 200.000  |
| 456  | 2018 | Nice for What                                       | Drake                                                        | 1× Gold             | 200.000  |
| 456  | 2018 | Oder nicht                                          | Kontra K                                                     | 1× Gold             | 200.000  |
| 456  | 2018 | All Girls Are the Same                              | Juice Wrld                                                   | 1× Gold             | 200.000  |
| 456  | 2018 | Fame                                                | Kontra K feat. RAF Camora                                    | 1× Gold             | 200.000  |
| 456  | 2018 | Chinchilla                                          | Summer Cem feat. KC Rebell und Capital Bra                   | 1× Gold             | 200.000  |
| 456  | 2018 | ¿ Warum ?                                           | Gzuz                                                         | 1× Gold             | 200.000  |
| 456  | 2018 | Jackie Chan                                         | Tiësto und Dzeko feat. Preme und Post Malone                 | 1× Gold             | 200.000  |
| 456  | 2018 | Musik                                               | Kayef                                                        | 1× Gold             | 200.000  |
| 456  | 2018 | Avirex                                              | RIN                                                          | 1× Gold             | 200.000  |
| 456  | 2018 | Berlin lebt                                         | Capital Bra                                                  | 1× Gold             | 200.000  |
| 456  | 2018 | Sonnenbrille                                        | Loredana                                                     | 1× Gold             | 200.000  |
| 456  | 2018 | Toto                                                | Noizy feat. RAF Camora                                       | 1× Gold             | 200.000  |
| 456  | 2018 | Penthouse                                           | Eno                                                          | 1× Gold             | 200.000  |
| 456  | 2018 | Kennzeichen B-TK                                    | Capital Bra feat. King Khalil                                | 1× Gold             | 200.000  |
| 456  | 2018 | Praise the Lord (Da Shine)                          | ASAP Rocky feat. Skepta                                      | 1× Gold             | 200.000  |
| 456  | 2018 | Habibo                                              | Veysel                                                       | 1× Gold             | 200.000  |
| 456  | 2018 | Für euch alle                                       | Bushido feat. Samra und Capital Bra                          | 1× Gold             | 200.000  |
| 456  | 2018 | In My Feelings                                      | Drake                                                        | 1× Gold             | 200.000  |
| 456  | 2018 | Ballin                                              | Luciano                                                      | 1× Gold             | 200.000  |
| 456  | 2018 | Temperamento                                        | Sero feat. Paula Douglas                                     | 1× Gold             | 200.000  |
| 456  | 2018 | Mercedes                                            | Eno                                                          | 1× Gold             | 200.000  |
| 456  | 2018 | Ramenez la coupe à la maison                        | Vegedream                                                    | 1× Gold             | 200.000  |
| 456  | 2018 | Nonstop                                             | Drake                                                        | 1× Gold             | 200.000  |
| 456  | 2018 | Sex Tape                                            | Katja Krasavice                                              | 1× Gold             | 200.000  |
| 456  | 2018 | Risiko                                              | Bonez MC und RAF Camora                                      | 1× Gold             | 200.000  |
| 456  | 2018 | Vagabund                                            | Bausa                                                        | 1× Gold             | 200.000  |
| 456  | 2018 | I Love It                                           | Kanye West und Lil Pump                                      | 1× Gold             | 200.000  |
| 456  | 2018 | Drip Too Hard                                       | Lil Baby und Gunna                                           | 1× Gold             | 200.000  |
| 456  | 2018 | Bonnie & Clyde                                      | Loredana feat. Mozzik                                        | 1× Gold             | 200.000  |
| 456  | 2018 | No Stylist                                          | French Montana feat. Drake                                   | 1× Gold             | 200.000  |
| 456  | 2018 | Uff                                                 | Veysel feat. Gzuz                                            | 1× Gold             | 200.000  |
| 456  | 2018 | Venom                                               | Eminem                                                       | 1× Gold             | 200.000  |
| 456  | 2018 | MoneyGram                                           | Luciano                                                      | 1× Gold             | 200.000  |
| 456  | 2018 | Chaya                                               | Nura feat. Trettmann                                         | 1× Gold             | 200.000  |
| 456  | 2018 | Nummer unterdrückt                                  | Bonez MC und RAF Camora                                      | 1× Gold             | 200.000  |
| 456  | 2018 | Djadja (Remix)                                      | Aya Nakamura feat. Loredana                                  | 1× Gold             | 200.000  |
| 456  | 2018 | Zeze                                                | Kodak Black feat. Travis Scott und Offset                    | 1× Gold             | 200.000  |
| 456  | 2018 | Living Life, in the Night                           | Cheriimoya und Sierra Kidd                                   | 1× Gold             | 200.000  |
| 456  | 2018 | Roli Glitzer Glitzer                                | Capital Bra feat. Luciano und Eno                            | 1× Gold             | 200.000  |
| 456  | 2018 | Arms Around You                                     | XXXTentacion und Lil Pump feat. Maluma und Swae Lee          | 1× Gold             | 200.000  |
| 456  | 2018 | Allein                                              | Capital Bra                                                  | 1× Gold             | 200.000  |
| 456  | 2018 | Ich liebe es                                        | Capital Bra feat. Xatar und Samy                             | 1× Gold             | 200.000  |
| 456  | 2018 | Stone Island                                        | Lil Lano                                                     | 1× Gold             | 200.000  |
| 456  | 2018 | Cataleya                                            | Samra                                                        | 1× Gold             | 200.000  |
| 456  | 2018 | Perfekt                                             | AriBeatz feat. RAF Camora und Sofiane                        | 1× Gold             | 200.000  |
| 456  | 2018 | Look Back at It                                     | A Boogie wit da Hoodie                                       | 1× Gold             | 200.000  |
| 456  | 2018 | Farben                                              | Kontra K                                                     | 1× Gold             | 200.000  |
| 456  | 2018 | Zoey                                                | Capo und Nimo                                                | 1× Gold             | 200.000  |
| 456  | 2018 | Abfahrt                                             | Finch Asozial                                                | 1× Gold             | 200.000  |
| 456  | 2018 | Lelele                                              | Azet und Zuna                                                | 1× Gold             | 200.000  |
| 456  | 2018 | Wow                                                 | Post Malone                                                  | 1× Gold             | 200.000  |
| 456  | 2018 | Trance                                              | Qzeng                                                        | 1× Gold             | 200.000  |
| 456  | 2018 | HaifischNikez Allstars                              | LX und Maxwell feat. Bonez MC, Gzuz und Sa4                  | 1× Gold             | 200.000  |
| 456  | 2019 | Dodi                                                | Shindy                                                       | 1× Gold             | 200.000  |
| 456  | 2019 | Hobby Hobby                                         | Mero                                                         | 1× Gold             | 200.000  |
| 456  | 2019 | Deine Mutter                                        | Kool Savas feat. Nessi                                       | 1× Gold             | 200.000  |
| 456  | 2019 | Warnung                                             | Kontra K                                                     | 1× Gold             | 200.000  |
| 456  | 2019 | Jaja                                                | Fero47                                                       | 1× Gold             | 200.000  |
| 456  | 2019 | Going Bad                                           | Meek Mill feat. Drake                                        | 1× Gold             | 200.000  |
| 456  | 2019 | Romeo & Juliet                                      | Loredana feat. Mozzik                                        | 1× Gold             | 200.000  |
| 456  | 2019 | Ferrari                                             | Eno feat. Mero                                               | 1× Gold             | 200.000  |
| 456  | 2019 | 5 Minuten                                           | KitschKrieg feat. Cro, AnnenMayKantereit und Trettmann       | 1× Gold             | 200.000  |
| 456  | 2019 | Robbery                                             | Juice Wrld                                                   | 1× Gold             | 200.000  |
| 456  | 2019 | Capital Bra je m’appelle                            | Capital Bra                                                  | 1× Gold             | 200.000  |
| 456  | 2019 | Fragen                                              | Azet und Zuna                                                | 1× Gold             | 200.000  |
| 456  | 2019 | Wir ticken                                          | Capital Bra und Samra                                        | 1× Gold             | 200.000  |
| 456  | 2019 | Pass auf wen du liebst                              | Ufo361                                                       | 1× Gold             | 200.000  |
| 456  | 2019 | Alleen                                              | KC Rebell                                                    | 1× Gold             | 200.000  |
| 456  | 2019 | Kampfgeist 4                                        | Kontra K                                                     | 1× Gold             | 200.000  |
| 456  | 2019 | Blackberry Sky                                      | Eno                                                          | 1× Gold             | 200.000  |
| 456  | 2019 | Affalterbach                                        | Shindy feat. Shirin David                                    | 1× Gold             | 200.000  |
| 456  | 2019 | Ya Salame                                           | Luciano feat. Samra                                          | 1× Gold             | 200.000  |
| 456  | 2019 | Hardcore High                                       | Juju                                                         | 1× Gold             | 200.000  |
| 456  | 2019 | Harami                                              | Samra                                                        | 1× Gold             | 200.000  |
| 456  | 2019 | Rolex                                               | Capital Bra feat. Summer Cem und KC Rebell                   | 1× Gold             | 200.000  |
| 456  | 2019 | Summer Days                                         | Martin Garrix feat. Macklemore und Patrick Stump             | 1× Gold             | 200.000  |
| 456  | 2019 | Freitag, Samstag                                    | Harris & Ford feat. Finch Asozial                            | 1× Gold             | 200.000  |
| 456  | 2019 | Brot nach Hause                                     | Apache 207                                                   | 1× Gold             | 200.000  |
| 456  | 2019 | Letzte Träne                                        | Kontra K                                                     | 1× Gold             | 200.000  |
| 456  | 2019 | Barrio                                              | Olexesh                                                      | 1× Gold             | 200.000  |
| 456  | 2019 | Ransom                                              | Lil Tecca                                                    | 1× Gold             | 200.000  |
| 456  | 2019 | Marlboro rot                                        | Samra                                                        | 1× Gold             | 200.000  |
| 456  | 2019 | Vintage                                             | RIN                                                          | 1× Gold             | 200.000  |
| 456  | 2019 | La Haine                                            | Luciano                                                      | 1× Gold             | 200.000  |
| 456  | 2019 | Maghreb Gang                                        | Farid Bang feat. French Montana und Khaled                   | 1× Gold             | 200.000  |
| 456  | 2019 | Lalala                                              | Y2K und bbno$                                                | 1× Gold             | 200.000  |
| 456  | 2019 | No Guidance                                         | Chris Brown feat. Drake                                      | 1× Gold             | 200.000  |
| 456  | 2019 | Hi Babe                                             | Juju                                                         | 1× Gold             | 200.000  |
| 456  | 2019 | Melatonin                                           | Sido feat. Yonii und Beka                                    | 1× Gold             | 200.000  |
| 456  | 2019 | Royal Rumble                                        | Kalazh44, Capital Bra und Samra feat. Nimo und Luciano       | 1× Gold             | 200.000  |
| 456  | 2019 | Papi                                                | Monet192 feat. Badmómzjay                                    | 1× Gold             | 200.000  |
| 456  | 2019 | Hate Me                                             | Ellie Goulding und Juice Wrld                                | 1× Gold             | 200.000  |
| 456  | 2019 | On Off                                              | Shirin David feat. Maître Gims                               | 1× Gold             | 200.000  |
| 456  | 2019 | Shot                                                | Ufo361 feat. Data Luv                                        | 1× Gold             | 200.000  |
| 456  | 2019 | Swervin                                             | A Boogie wit da Hoodie feat. Veysel                          | 1× Gold             | 200.000  |
| 456  | 2019 | Jetzt rufst du an                                   | Loredana                                                     | 1× Gold             | 200.000  |
| 456  | 2019 | Yallah Goodbye                                      | Summer Cem feat. Gringo                                      | 1× Gold             | 200.000  |
| 456  | 2019 | Goodbyes                                            | Post Malone feat. Young Thug                                 | 1× Gold             | 200.000  |
| 456  | 2019 | Zombie                                              | Capital Bra und Samra                                        | 1× Gold             | 200.000  |
| 456  | 2019 | Babygirl                                            | Shindy                                                       | 1× Gold             | 200.000  |
| 456  | 2019 | South of the Border                                 | Ed Sheeran feat. Camila Cabello und Cardi B                  | 1× Gold             | 200.000  |
| 456  | 2019 | 2 Minuten                                           | Apache 207                                                   | 1× Gold             | 200.000  |
| 456  | 2019 | Jayjo                                               | Undacava feat. Capo                                          | 1× Gold             | 200.000  |
| 456  | 2019 | Neptun                                              | KC Rebell feat. RAF Camora                                   | 1× Gold             | 200.000  |
| 456  | 2019 | Nummer                                              | Ufo361 feat. RAF Camora                                      | 1× Gold             | 200.000  |
| 456  | 2019 | Leben vor dem Tod                                   | Sido feat. Monchi                                            | 1× Gold             | 200.000  |
| 456  | 2019 | Hadi Gel Gezelim                                    | Ali471                                                       | 1× Gold             | 200.000  |
| 456  | 2019 | Run Run Run                                         | Capo                                                         | 1× Gold             | 200.000  |
| 456  | 2019 | 04:30                                               | Ufo361                                                       | 1× Gold             | 200.000  |
| 456  | 2019 | Nummer 1                                            | Capital Bra und Samra                                        | 1× Gold             | 200.000  |
| 456  | 2019 | Genauso                                             | Dardan feat. Xiara                                           | 1× Gold             | 200.000  |
| 456  | 2019 | Hot Girl Bummer                                     | Blackbear                                                    | 1× Gold             | 200.000  |
| 456  | 2019 | Up in Smoke                                         | RIN                                                          | 1× Gold             | 200.000  |
| 456  | 2019 | Fendi Drip                                          | Luciano feat. Ufo361 und Lil Baby                            | 1× Gold             | 200.000  |
| 456  | 2019 | Primetime                                           | Summer Cem                                                   | 1× Gold             | 200.000  |
| 456  | 2019 | Huracan                                             | Capital Bra und Samra                                        | 1× Gold             | 200.000  |
| 456  | 2019 | Kein Plan                                           | Loredana feat. Mero                                          | 1× Gold             | 200.000  |
| 456  | 2019 | Shababs botten                                      | Pashanim                                                     | 1× Gold             | 200.000  |
| 456  | 2019 | Genick                                              | Loredana                                                     | 1× Gold             | 200.000  |
| 456  | 2019 | Zeit steht                                          | Trettmann und KitschKrieg feat. Alli Neumann                 | 1× Gold             | 200.000  |
| 456  | 2019 | Pyramiden                                           | Sido feat. Johannes Oerding                                  | 1× Gold             | 200.000  |
| 456  | 2019 | Summer Cem                                          | Summer Cem feat. Luciano                                     | 1× Gold             | 200.000  |
| 456  | 2019 | Adriana                                             | RAF Camora                                                   | 1× Gold             | 200.000  |
| 456  | 2019 | Bei dir                                             | Kummer                                                       | 1× Gold             | 200.000  |
| 456  | 2019 | Fabergé                                             | RIN                                                          | 1× Gold             | 200.000  |
| 456  | 2019 | Purple Rain                                         | Capital Bra und Samra feat. Santos                           | 1× Gold             | 200.000  |
| 456  | 2019 | Bandit                                              | Juice Wrld feat. YoungBoy Never Broke Again                  | 1× Gold             | 200.000  |
| 456  | 2019 | Puta Madre                                          | RAF Camora feat. Ghetto Phénomène                            | 1× Gold             | 200.000  |
| 456  | 2019 | RITMO (Bad Boys for Life)                           | The Black Eyed Peas feat. J Balvin                           | 1× Gold             | 200.000  |
| 456  | 2019 | Keine Liebe                                         | RIN feat. Bausa                                              | 1× Gold             | 200.000  |
| 456  | 2019 | 1000x cooler                                        | TJ_beastboy                                                  | 1× Gold             | 200.000  |
| 456  | 2019 | Phantom                                             | Reezy feat. Summer Cem                                       | 1× Gold             | 200.000  |
| 456  | 2019 | Sex mit dir                                         | Apache 207                                                   | 1× Gold             | 200.000  |
| 456  | 2019 | 1000 Hits                                           | Jamule feat. Cro                                             | 1× Gold             | 200.000  |
| 456  | 2019 | Karma                                               | Nimo                                                         | 1× Gold             | 200.000  |
| 456  | 2019 | Tusa                                                | Karol G feat. Nicki Minaj                                    | 1× Gold             | 200.000  |
| 456  | 2019 | Say So                                              | Doja Cat                                                     | 1× Gold             | 200.000  |
| 456  | 2019 | Ayy Macarena                                        | Tyga                                                         | 1× Gold             | 200.000  |
| 456  | 2019 | Der Bratan bleibt der gleiche                       | Capital Bra                                                  | 1× Gold             | 200.000  |
| 456  | 2019 | Kein Schlaf                                         | Nimo feat. Hava                                              | 1× Gold             | 200.000  |
| 456  | 2019 | Colt                                                | Samra                                                        | 1× Gold             | 200.000  |
| 456  | 2019 | Casino Royal                                        | PA Sports und Kianush                                        | 1× Gold             | 200.000  |
| 456  | 2019 | Vor der Tür                                         | Gzuz                                                         | 1× Gold             | 200.000  |
| 456  | 2020 | 6AM………                                              | Dardan                                                       | 1× Gold             | 200.000  |
| 456  | 2020 | Ich hol dich ab                                     | Jamule                                                       | 1× Gold             | 200.000  |
| 456  | 2020 | Life Is Good                                        | Future feat. Drake                                           | 1× Gold             | 200.000  |
| 456  | 2020 | Whats Poppin                                        | Jack Harlow                                                  | 1× Gold             | 200.000  |
| 456  | 2020 | Donuts                                              | Gzuz                                                         | 1× Gold             | 200.000  |
| 456  | 2020 | Zu Ende                                             | Samra feat. Elif                                             | 1× Gold             | 200.000  |
| 456  | 2020 | Mon Ami                                             | Samra                                                        | 1× Gold             | 200.000  |
| 456  | 2020 | Weiss                                               | Samra                                                        | 1× Gold             | 200.000  |
| 456  | 2020 | Intentions                                          | Justin Bieber feat. Quavo                                    | 1× Gold             | 200.000  |
| 456  | 2020 | Blueberry Faygo                                     | Lil Mosey                                                    | 1× Gold             | 200.000  |
| 456  | 2020 | Invincible                                          | Pop Smoke                                                    | 1× Gold             | 200.000  |
| 456  | 2020 | Death Bed (Coffee for Your Head)                    | Powfu feat. Beabadoobee                                      | 1× Gold             | 200.000  |
| 456  | 2020 | Mios mit Bars                                       | Luciano                                                      | 1× Gold             | 200.000  |
| 456  | 2020 | Matrix                                              | Apache 207                                                   | 1× Gold             | 200.000  |
| 456  | 2020 | Suicidal                                            | YNW Melly                                                    | 1× Gold             | 200.000  |
| 456  | 2020 | Hotel                                               | Dardan feat. Monet192                                        | 1× Gold             | 200.000  |
| 456  | 2020 | Du bist mein                                        | Zuna feat. Loredana                                          | 1× Gold             | 200.000  |
| 456  | 2020 | Puste sie weg                                       | Kontra K                                                     | 1× Gold             | 200.000  |
| 456  | 2020 | Angels Sippen                                       | Symba                                                        | 1× Gold             | 200.000  |
| 456  | 2020 | RADW                                                | Haftbefehl                                                   | 1× Gold             | 200.000  |
| 456  | 2020 | Sinne                                               | Sarhad                                                       | 1× Gold             | 200.000  |
| 456  | 2020 | Toosie Slide                                        | Drake                                                        | 1× Gold             | 200.000  |
| 456  | 2020 | What’s Luv                                          | Shindy                                                       | 1× Gold             | 200.000  |
| 456  | 2020 | Tränen aus Kajal                                    | Céline                                                       | 1× Gold             | 200.000  |
| 456  | 2020 | Flasche Luft                                        | BHZ                                                          | 1× Gold             | 200.000  |
| 456  | 2020 | BaeBae                                              | Samra                                                        | 1× Gold             | 200.000  |
| 456  | 2020 | Shotz Fired                                         | Bonez MC                                                     | 1× Gold             | 200.000  |
| 456  | 2020 | Mamacita                                            | The Black Eyed Peas feat. Ozuna und J. Rey Soul              | 1× Gold             | 200.000  |
| 456  | 2020 | Endorphine                                          | TheDoDo                                                      | 1× Gold             | 200.000  |
| 456  | 2020 | 90-60-111                                           | Shirin David                                                 | 1× Gold             | 200.000  |
| 456  | 2020 | Nicht verdient                                      | Capital Bra feat. Loredana                                   | 1× Gold             | 200.000  |
| 456  | 2020 | Late Night                                          | Luciano                                                      | 1× Gold             | 200.000  |
| 456  | 2020 | Roadrunner                                          | Bonez MC                                                     | 1× Gold             | 200.000  |
| 456  | 2020 | Fly                                                 | KC Rebell und Summer Cem                                     | 1× Gold             | 200.000  |
| 456  | 2020 | Skrr                                                | Kalim feat. Ufo361                                           | 1× Gold             | 200.000  |
| 456  | 2020 | Ich weiß nicht mal wie sie heißt                    | Capital Bra feat. Bozza                                      | 1× Gold             | 200.000  |
| 456  | 2020 | Big Body Benz                                       | Bonez MC                                                     | 1× Gold             | 200.000  |
| 456  | 2020 | XXL                                                 | Miksu und Macloud feat. Summer Cem, Luciano und Jamule       | 1× Gold             | 200.000  |
| 456  | 2020 | For the Night                                       | Pop Smoke feat. Lil Baby und DaBaby                          | 1× Gold             | 200.000  |
| 456  | 2020 | Come & Go                                           | Juice Wrld feat. Marshmello                                  | 1× Gold             | 200.000  |
| 456  | 2020 | Tiefschwarz                                         | Kontra K feat. Samra                                         | 1× Gold             | 200.000  |
| 456  | 2020 | Never Know                                          | Luciano feat. Shirin David                                   | 1× Gold             | 200.000  |
| 456  | 2020 | Greece                                              | DJ Khaled feat. Drake                                        | 1× Gold             | 200.000  |
| 456  | 2020 | Hello                                               | Pop Smoke feat. A Boogie wit da Hoodie                       | 1× Gold             | 200.000  |
| 456  | 2020 | Andere Welt                                         | Capital Bra feat. Clueso und KC Rebell                       | 1× Gold             | 200.000  |
| 456  | 2020 | Unterwegs                                           | Apache 207                                                   | 1× Gold             | 200.000  |
| 456  | 2020 | Ma Bae                                              | Dardan                                                       | 1× Gold             | 200.000  |
| 456  | 2020 | Wishing Well                                        | Juice Wrld                                                   | 1× Gold             | 200.000  |
| 456  | 2020 | Whoopty                                             | CJ                                                           | 1× Gold             | 200.000  |
| 456  | 2020 | Tilidin weg                                         | Bonez MC                                                     | 1× Gold             | 200.000  |
| 456  | 2020 | Sie ruft                                            | Apache 207                                                   | 1× Gold             | 200.000  |
| 456  | 2020 | WAP                                                 | Cardi B feat. Megan Thee Stallion                            | 1× Gold             | 200.000  |
| 456  | 2020 | AMG                                                 | Kool Savas feat. Alies                                       | 1× Gold             | 200.000  |
| 456  | 2020 | Mood Swings                                         | Pop Smoke feat. Lil Tjay                                     | 1× Gold             | 200.000  |
| 456  | 2020 | My Ex’s Best Friend                                 | Machine Gun Kelly feat. Blackbear                            | 1× Gold             | 200.000  |
| 456  | 2020 | Frühstück in Paris                                  | Capital Bra feat. Cro                                        | 1× Gold             | 200.000  |
| 456  | 2020 | 2012                                                | Bausa feat. Juju                                             | 1× Gold             | 200.000  |
| 456  | 2020 | Fuckst mich nur ab                                  | Bonez MC                                                     | 1× Gold             | 200.000  |
| 456  | 2020 | Devam                                               | Gentleman feat. Luciano und Ezhel                            | 1× Gold             | 200.000  |
| 456  | 2020 | Elbe                                                | Bozza                                                        | 1× Gold             | 200.000  |
| 456  | 2020 | Ordentlich                                          | T-Low                                                        | 1× Gold             | 200.000  |
| 456  | 2020 | Fuck Love                                           | Samo104                                                      | 1× Gold             | 200.000  |
| 456  | 2020 | Mailbox                                             | Dardan feat. Hava                                            | 1× Gold             | 200.000  |
| 456  | 2020 | What You Know Bout Love                             | Pop Smoke                                                    | 1× Gold             | 200.000  |
| 456  | 2020 | Holiday                                             | Lil Nas X                                                    | 1× Gold             | 200.000  |
| 456  | 2020 | Without You                                         | The Kid Laroi                                                | 1× Gold             | 200.000  |
| 456  | 2020 | Lost                                                | Samra feat. Topic42                                          | 1× Gold             | 200.000  |
| 456  | 2020 | Frisch                                              | 01099                                                        | 1× Gold             | 200.000  |
| 456  | 2021 | Angst                                               | Apache 207                                                   | 1× Gold             | 200.000  |
| 456  | 2021 | 7                                                   | Ufo361 feat. Bonez MC                                        | 1× Gold             | 200.000  |
| 456  | 2021 | Bad Eyez                                            | Nimo feat. Luciano                                           | 1× Gold             | 200.000  |
| 456  | 2021 | Easy Peasy                                          | Finch Asozial feat. Vize und Leony                           | 1× Gold             | 200.000  |
| 456  | 2021 | Peppermint                                          | Luciano                                                      | 1× Gold             | 200.000  |
| 456  | 2021 | Habibi                                              | Ricky Rich feat. Dardan und Zuna                             | 1× Gold             | 200.000  |
| 456  | 2021 | Niemand bringt Marten um                            | Marteria                                                     | 1× Gold             | 200.000  |
| 456  | 2021 | Frag mich nicht                                     | Miksu und Macloud feat. Nimo und Jamule                      | 1× Gold             | 200.000  |
| 456  | 2021 | Leere Hände                                         | Santos feat. Sido und Samra                                  | 1× Gold             | 200.000  |
| 456  | 2021 | Kids from the Block                                 | Luciano                                                      | 1× Gold             | 200.000  |
| 456  | 2021 | Kiss Me More                                        | Doja Cat feat. SZA                                           | 1× Gold             | 200.000  |
| 456  | 2021 | Blessed                                             | Cro feat. Capital Bra                                        | 1× Gold             | 200.000  |
| 456  | 2021 | Ich darf das                                        | Shirin David                                                 | 1× Gold             | 200.000  |
| 456  | 2021 | Crashen                                             | T-Low                                                        | 1× Gold             | 200.000  |
| 456  | 2021 | Schmetterling                                       | Luciano                                                      | 1× Gold             | 200.000  |
| 456  | 2021 | Lieben wir                                          | Shirin David                                                 | 1× Gold             | 200.000  |
| 456  | 2021 | Schwarz                                             | Lea feat. Casper                                             | 1× Gold             | 200.000  |
| 456  | 2021 | Stay                                                | The Kid Laroi feat. Justin Bieber                            | 1× Gold             | 200.000  |
| 456  | 2021 | Nice to Meet Ya (Remix)                             | Wes Nelson feat. Loredana                                    | 1× Gold             | 200.000  |
| 456  | 2021 | Zukunft                                             | RAF Camora                                                   | 1× Gold             | 200.000  |
| 456  | 2021 | Vergesse nie die Street                             | RAF Camora feat. Ahmad Amin                                  | 1× Gold             | 200.000  |
| 456  | 2021 | Industry Baby                                       | Lil Nas X feat. Jack Harlow                                  | 1× Gold             | 200.000  |
| 456  | 2021 | Woman                                               | Doja Cat                                                     | 1× Gold             | 200.000  |
| 456  | 2021 | Out Out                                             | Joel Corry und Jax Jones feat. Charli XCX und Saweetie       | 1× Gold             | 200.000  |
| 456  | 2021 | Wenn du mich siehst                                 | RAF Camora feat. Juju                                        | 1× Gold             | 200.000  |
| 456  | 2021 | B.I.B.O.                                            | Dardan und Nimo                                              | 1× Gold             | 200.000  |
| 456  | 2021 | Ohne dich (Remix)                                   | Veysel feat. Sofia Bolotina                                  | 1× Gold             | 200.000  |
| 456  | 2021 | 2CB                                                 | RAF Camora feat. Luciano                                     | 1× Gold             | 200.000  |
| 456  | 2021 | That’s What I Want                                  | Lil Nas X                                                    | 1× Gold             | 200.000  |
| 456  | 2021 | Späti                                               | Gzuz                                                         | 1× Gold             | 200.000  |
| 456  | 2021 | Paris Freestyle                                     | Pashanim                                                     | 1× Gold             | 200.000  |
| 456  | 2021 | Sport                                               | Apache 207                                                   | 1× Gold             | 200.000  |
| 456  | 2021 | SUVs                                                | Luciano                                                      | 1× Gold             | 200.000  |
| 456  | 2022 | Weg von mir                                         | Civo                                                         | 1× Gold             | 200.000  |
| 456  | 2022 | First Class                                         | Jack Harlow                                                  | 1× Gold             | 200.000  |
| 456  | 2022 | Je m’appelle                                        | Benzz                                                        | 1× Gold             | 200.000  |
| 456  | 2022 | We Made It                                          | T-Low feat. Miksu und Macloud                                | 1× Gold             | 200.000  |
| 456  | 2022 | Follow                                              | Kontra K feat. Leony und Sido                                | 1× Gold             | 200.000  |
| 456  | 2022 | Mood                                                | Makar                                                        | 1× Gold             | 200.000  |
| 456  | 2022 | Blonde Chaya                                        | Amaru und Gringo Bamba                                       | 1× Gold             | 200.000  |
| 456  | 2022 | Star Walkin’ (League of Legends Worlds Anthem)      | Lil Nas X                                                    | 1× Gold             | 200.000  |
| 456  | 2022 | Party Sahne                                         | Ski Aggu, Endzone und Ericson                                | 1× Gold             | 200.000  |
| 456  | 2022 | Only 4 Life                                         | Rubi                                                         | 1× Gold             | 200.000  |
| 456  | 2022 | Creepin’                                            | Metro Boomin feat. The Weeknd und 21 Savage                  | 1× Gold             | 200.000  |
| 456  | 2023 | All Night                                           | RAF Camora feat. Luciano                                     | 1× Gold             | 200.000  |

### 150.000 Einheiten
| Rang | Jahr | Titel                                    | Künstler                                                       | Auszeichnung | Verkäufe |
| ---- | ---- | ---------------------------------------- | -------------------------------------------------------------- | ------------ | -------- |
| 874  | 2003 | 21 Questions                             | 50 Cent feat. Nate Dogg                                        | 1× Gold      | 150.000  |
| 874  | 2003 | Reign                                    | Ja Rule feat. Celeste                                          | 1× Gold      | 150.000  |
| 874  | 2003 | The Magic Key                            | One-T + Cool-T                                                 | 1× Gold      | 150.000  |
| 874  | 2003 | Breathe                                  | Blu Cantrell feat. Sean Paul                                   | 1× Gold      | 150.000  |
| 874  | 2003 | Baby Boy                                 | Beyoncé feat. Sean Paul                                        | 1× Gold      | 150.000  |
| 874  | 2003 | Suga Suga                                | Baby Bash feat. Frankie J                                      | 1× Gold      | 150.000  |
| 874  | 2003 | If I Can’t                               | 50 Cent                                                        | 1× Gold      | 150.000  |
| 874  | 2004 | Gasolina                                 | Daddy Yankee                                                   | 1× Gold      | 150.000  |
| 874  | 2004 | I Don’t Wanna Know                       | Mario Winans feat. P. Diddy und Enya                           | 1× Gold      | 150.000  |
| 874  | 2004 | My Band                                  | D12                                                            | 1× Gold      | 150.000  |
| 874  | 2004 | 99 Problems                              | Jay-Z                                                          | 1× Gold      | 150.000  |
| 874  | 2004 | Roses                                    | OutKast                                                        | 1× Gold      | 150.000  |
| 874  | 2004 | Lean Back                                | Terror Squad                                                   | 1× Gold      | 150.000  |
| 874  | 2004 | Let’s Get It Started                     | The Black Eyed Peas                                            | 1× Gold      | 150.000  |
| 874  | 2004 | Drop It Like It’s Hot                    | Snoop Dogg feat. Pharrell                                      | 1× Gold      | 150.000  |
| 874  | 2004 | Just Lose It                             | Eminem                                                         | 1× Gold      | 150.000  |
| 874  | 2004 | 1, 2 Step                                | Ciara feat. Missy Elliott                                      | 1× Gold      | 150.000  |
| 874  | 2005 | Like Toy Soldiers                        | Eminem                                                         | 1× Gold      | 150.000  |
| 874  | 2005 | Emanuela                                 | Fettes Brot                                                    | 1× Gold      | 150.000  |
| 874  | 2005 | Lonely                                   | Akon                                                           | 1× Gold      | 150.000  |
| 874  | 2005 | Hollaback Girl                           | Gwen Stefani                                                   | 1× Gold      | 150.000  |
| 874  | 2005 | Ghetto Gospel                            | Tupac Shakur feat. Elton John                                  | 1× Gold      | 150.000  |
| 874  | 2005 | Signs                                    | Snoop Dogg feat. Justin Timberlake und Charlie Wilson          | 1× Gold      | 150.000  |
| 874  | 2005 | All 4 One                                | Kool Savas und Azad                                            | 1× Gold      | 150.000  |
| 874  | 2005 | Run It!                                  | Chris Brown feat. Juelz Santana                                | 1× Gold      | 150.000  |
| 874  | 2005 | Gold Digger                              | Kanye West feat. Jamie Foxx                                    | 1× Gold      | 150.000  |
| 874  | 2005 | We Be Burnin’                            | Sean Paul                                                      | 1× Gold      | 150.000  |
| 874  | 2005 | My Humps                                 | The Black Eyed Peas                                            | 1× Gold      | 150.000  |
| 874  | 2005 | When I’m Gone                            | Eminem                                                         | 1× Gold      | 150.000  |
| 874  | 2005 | Happy Birthday                           | Flipsyde feat. t.A.T.u.                                        | 1× Gold      | 150.000  |
| 874  | 2006 | Pump It                                  | The Black Eyed Peas                                            | 1× Gold      | 150.000  |
| 874  | 2006 | Shake That                               | Eminem feat. Nate Dogg                                         | 1× Gold      | 150.000  |
| 874  | 2006 | Ding                                     | Seeed                                                          | 1× Gold      | 150.000  |
| 874  | 2006 | Beep                                     | The Pussycat Dolls feat. will.i.am                             | 1× Gold      | 150.000  |
| 874  | 2006 | Buttons                                  | The Pussycat Dolls feat. Snoop Dogg                            | 1× Gold      | 150.000  |
| 874  | 2006 | Remmidemmi (Yippie Yippie Yeah)          | Deichkind                                                      | 1× Gold      | 150.000  |
| 874  | 2006 | Mas que nada                             | Sérgio Mendes feat. The Black Eyed Peas                        | 1× Gold      | 150.000  |
| 874  | 2006 | Tokyo Drift                              | Teriyaki Boyz                                                  | 1× Gold      | 150.000  |
| 874  | 2006 | Danke                                    | Xavier Naidoo                                                  | 1× Gold      | 150.000  |
| 874  | 2006 | Klar                                     | Jan Delay                                                      | 1× Gold      | 150.000  |
| 874  | 2006 | Come to Me                               | P. Diddy feat. Nicole Scherzinger                              | 1× Gold      | 150.000  |
| 874  | 2006 | I Wanna Love You                         | Akon feat. Snoop Dogg                                          | 1× Gold      | 150.000  |
| 874  | 2006 | Fergalicious                             | Fergie feat. will.i.am                                         | 1× Gold      | 150.000  |
| 874  | 2006 | My Love                                  | Justin Timberlake feat. T.I.                                   | 1× Gold      | 150.000  |
| 874  | 2007 | Glamorous                                | Fergie feat. Ludacris                                          | 1× Gold      | 150.000  |
| 874  | 2007 | Ernten was wir säen                      | Die Fantastischen Vier                                         | 1× Gold      | 150.000  |
| 874  | 2007 | Can’t Tell Me Nothing                    | Kanye West                                                     | 1× Gold      | 150.000  |
| 874  | 2007 | Prison Break Anthem (Ich glaub’ an dich) | Azad feat. Adel Tawil                                          | 1× Gold      | 150.000  |
| 874  | 2007 | Alles verloren                           | Bushido                                                        | 1× Gold      | 150.000  |
| 874  | 2007 | Walpurgisnacht                           | K.I.Z                                                          | 1× Gold      | 150.000  |
| 874  | 2007 | Ayo Technology                           | 50 Cent feat. Justin Timberlake und Timbaland                  | 1× Gold      | 150.000  |
| 874  | 2007 | Ey DJ                                    | Culcha Candela                                                 | 1× Gold      | 150.000  |
| 874  | 2008 | Homecoming                               | Kanye West feat. Chris Martin                                  | 1× Gold      | 150.000  |
| 874  | 2008 | Lollipop                                 | Lil Wayne feat. Static Major                                   | 1× Gold      | 150.000  |
| 874  | 2008 | Dangerous                                | Kardinal Offishall feat. Akon                                  | 1× Gold      | 150.000  |
| 874  | 2008 | A Milli                                  | Lil Wayne feat. Cory Gunz                                      | 1× Gold      | 150.000  |
| 874  | 2008 | American Boy                             | Estelle feat. Kanye West                                       | 1× Gold      | 150.000  |
| 874  | 2008 | Let It Rock                              | Kevin Rudolf feat. Lil Wayne                                   | 1× Gold      | 150.000  |
| 874  | 2008 | Carmen                                   | Sido                                                           | 1× Gold      | 150.000  |
| 874  | 2008 | Love Lockdown                            | Kanye West                                                     | 1× Gold      | 150.000  |
| 874  | 2008 | Arbeit nervt                             | Deichkind                                                      | 1× Gold      | 150.000  |
| 874  | 2008 | Heartless                                | Kanye West                                                     | 1× Gold      | 150.000  |
| 874  | 2009 | Nein!                                    | Sido feat. Doreen                                              | 1× Gold      | 150.000  |
| 874  | 2009 | I Know You Want Me (Calle Ocho)          | Pitbull                                                        | 1× Gold      | 150.000  |
| 874  | 2009 | Luftbahn                                 | Deichkind                                                      | 1× Gold      | 150.000  |
| 874  | 2009 | Boom Boom Pow                            | The Black Eyed Peas                                            | 1× Gold      | 150.000  |
| 874  | 2009 | Down                                     | Jay Sean feat. Lil Wayne                                       | 1× Gold      | 150.000  |
| 874  | 2009 | Oh Jonny                                 | Jan Delay                                                      | 1× Gold      | 150.000  |
| 874  | 2009 | Run This Town                            | Jay-Z feat. Kanye West und Rihanna                             | 1× Gold      | 150.000  |
| 874  | 2009 | Schöne neue Welt                         | Culcha Candela                                                 | 1× Gold      | 150.000  |
| 874  | 2009 | Hey du!                                  | Sido                                                           | 1× Gold      | 150.000  |
| 874  | 2009 | Morning After Dark                       | Timbaland feat. Nelly Furtado und SoShy                        | 1× Gold      | 150.000  |
| 874  | 2010 | Baby                                     | Justin Bieber feat. Ludacris                                   | 1× Gold      | 150.000  |
| 874  | 2010 | Eiskalt                                  | Culcha Candela                                                 | 1× Gold      | 150.000  |
| 874  | 2010 | OMG                                      | Usher feat. will.i.am                                          | 1× Gold      | 150.000  |
| 874  | 2010 | Gettin’ Over You                         | David Guetta und Chris Willis feat. Fergie und LMFAO           | 1× Gold      | 150.000  |
| 874  | 2010 | I Like It                                | Enrique Iglesias feat. Pitbull                                 | 1× Gold      | 150.000  |
| 874  | 2010 | Verstrahlt                               | Marteria feat. Yasha                                           | 1× Gold      | 150.000  |
| 874  | 2010 | Endboss                                  | Marteria                                                       | 1× Gold      | 150.000  |
| 874  | 2010 | Hey Baby (Drop It to the Floor)          | Pitbull feat. T-Pain                                           | 1× Gold      | 150.000  |
| 874  | 2010 | Black and Yellow                         | Wiz Khalifa                                                    | 1× Gold      | 150.000  |
| 874  | 2010 | No Love                                  | Eminem feat. Lil Wayne                                         | 1× Gold      | 150.000  |
| 874  | 2010 | What’s My Name?                          | Rihanna feat. Drake                                            | 1× Gold      | 150.000  |
| 874  | 2010 | Turn Around                              | Flo Rida                                                       | 1× Gold      | 150.000  |
| 874  | 2010 | Tonight (I’m Fuckin’/Lovin’ You)         | Enrique Iglesias feat. Ludacris                                | 1× Gold      | 150.000  |
| 874  | 2010 | Ne Leiche                                | SDP feat. Sido                                                 | 1× Gold      | 150.000  |
| 874  | 2011 | Berlin City Girl                         | Culcha Candela                                                 | 1× Gold      | 150.000  |
| 874  | 2011 | All of the Lights                        | Kanye West feat. Rihanna und Kid Cudi                          | 1× Gold      | 150.000  |
| 874  | 2011 | I Need a Doctor                          | Dr. Dre feat. Eminem und Skylar Grey                           | 1× Gold      | 150.000  |
| 874  | 2011 | E.T.                                     | Katy Perry feat. Kanye West                                    | 1× Gold      | 150.000  |
| 874  | 2011 | Just Can’t Get Enough                    | The Black Eyed Peas                                            | 1× Gold      | 150.000  |
| 874  | 2011 | I’m Into You                             | Jennifer Lopez feat. Lil Wayne                                 | 1× Gold      | 150.000  |
| 874  | 2011 | Super Bass                               | Nicki Minaj                                                    | 1× Gold      | 150.000  |
| 874  | 2011 | Poesie Album                             | Samy Deluxe                                                    | 1× Gold      | 150.000  |
| 874  | 2011 | Rain Over Me                             | Pitbull feat. Marc Anthony                                     | 1× Gold      | 150.000  |
| 874  | 2011 | Little Bad Girl                          | David Guetta feat. Taio Cruz und Ludacris                      | 1× Gold      | 150.000  |
| 874  | 2011 | Molotov / Wonderful Life                 | Seeed                                                          | 1× Gold      | 150.000  |
| 874  | 2011 | International Love                       | Pitbull feat. Chris Brown                                      | 1× Gold      | 150.000  |
| 874  | 2011 | Changed the Way You Kiss Me              | Example                                                        | 1× Gold      | 150.000  |
| 874  | 2011 | Free                                     | Natalia Kills feat. will.i.am                                  | 1× Gold      | 150.000  |
| 874  | 2011 | Auf und davon                            | Casper                                                         | 1× Gold      | 150.000  |
| 874  | 2011 | Ich will nicht nach Berlin               | Kraftklub                                                      | 1× Gold      | 150.000  |
| 874  | 2011 | Mirror                                   | Lil Wayne feat. Bruno Mars                                     | 1× Gold      | 150.000  |
| 874  | 2011 | Aura                                     | Kool Savas feat. Xavier Naidoo                                 | 1× Gold      | 150.000  |
| 874  | 2011 | Rack City                                | Tyga                                                           | 1× Gold      | 150.000  |
| 874  | 2011 | Summer Paradise                          | Simple Plan feat. Sean Paul                                    | 1× Gold      | 150.000  |
| 874  | 2011 | Turn Me On                               | David Guetta feat. Nicki Minaj                                 | 1× Gold      | 150.000  |
| 874  | 2011 | Wild Ones                                | Flo Rida feat. Sia                                             | 1× Gold      | 150.000  |
| 874  | 2012 | Bück dich hoch                           | Deichkind                                                      | 1× Gold      | 150.000  |
| 874  | 2012 | Pave Low                                 | Dame                                                           | 1× Gold      | 150.000  |
| 874  | 2012 | Take Care                                | Drake feat. Rihanna                                            | 1× Gold      | 150.000  |
| 874  | 2012 | Live My Life                             | Far East Movement feat. Justin Bieber                          | 1× Gold      | 150.000  |
| 874  | 2012 | Songs für Liam                           | Kraftklub                                                      | 1× Gold      | 150.000  |
| 874  | 2012 | Leider geil                              | Deichkind                                                      | 1× Gold      | 150.000  |
| 874  | 2012 | Kein Liebeslied                          | Kraftklub                                                      | 1× Gold      | 150.000  |
| 874  | 2012 | As Long as You Love Me                   | Justin Bieber feat. Big Sean                                   | 1× Gold      | 150.000  |
| 874  | 2012 | Nie mehr                                 | Cro                                                            | 1× Gold      | 150.000  |
| 874  | 2012 | Swimming Pools (Drank)                   | Kendrick Lamar                                                 | 1× Gold      | 150.000  |
| 874  | 2012 | Wolke 7                                  | Max Herre feat. Philipp Poisel                                 | 1× Gold      | 150.000  |
| 874  | 2012 | Schau nicht mehr zurück                  | Xavas                                                          | 1× Gold      | 150.000  |
| 874  | 2012 | Die Nacht von Freitag auf Montag         | SDP feat. Sido                                                 | 1× Gold      | 150.000  |
| 874  | 2012 | She Makes Me Go                          | Arash feat. Sean Paul                                          | 1× Gold      | 150.000  |
| 874  | 2012 | I Cry                                    | Flo Rida                                                       | 1× Gold      | 150.000  |
| 874  | 2012 | Beauty and a Beat                        | Justin Bieber feat. Nicki Minaj                                | 1× Gold      | 150.000  |
| 874  | 2012 | Fledermausland                           | Trailerpark                                                    | 1× Gold      | 150.000  |
| 874  | 2012 | Chabos wissen wer der Babo ist           | Haftbefehl                                                     | 1× Gold      | 150.000  |
| 874  | 2012 | M.a.a.d. City                            | Kendrick Lamar feat. MC Eiht                                   | 1× Gold      | 150.000  |
| 874  | 2012 | Money Trees                              | Kendrick Lamar feat. Jay Rock                                  | 1× Gold      | 150.000  |
| 874  | 2012 | Fuckin’ Problems                         | ASAP Rocky feat. Drake, 2 Chainz und Kendrick Lamar            | 1× Gold      | 150.000  |
| 874  | 2012 | Theorie & Praxis                         | Bushido feat. JokA                                             | 1× Gold      | 150.000  |
| 874  | 2012 | Fühlt sich wie Fliegen an                | Max Herre feat. Cro und Clueso                                 | 1× Gold      | 150.000  |
| 874  | 2012 | Troublemaker                             | Olly Murs feat. Flo Rida                                       | 1× Gold      | 150.000  |
| 874  | 2012 | Get Up (Rattle)                          | Bingo Players feat. Far East Movement                          | 1× Gold      | 150.000  |
| 874  | 2013 | Hey Porsche                              | Nelly                                                          | 1× Gold      | 150.000  |
| 874  | 2013 | Switch Lanes                             | Tyga feat. The Game                                            | 1× Gold      | 150.000  |
| 874  | 2013 | Panamera Flow                            | Bushido feat. Shindy                                           | 1× Gold      | 150.000  |
| 874  | 2013 | #thatPOWER                               | will.i.am feat. Justin Bieber                                  | 1× Gold      | 150.000  |
| 874  | 2013 | Bitch, Don’t Kill My Vibe                | Kendrick Lamar                                                 | 1× Gold      | 150.000  |
| 874  | 2013 | Classic                                  | MKTO                                                           | 1× Gold      | 150.000  |
| 874  | 2013 | Yes Sir                                  | Genetikk                                                       | 1× Gold      | 150.000  |
| 874  | 2013 | Holy Grail                               | Jay-Z feat. Justin Timberlake                                  | 1× Gold      | 150.000  |
| 874  | 2013 | Ich bin Adolf Hitler                     | K.I.Z                                                          | 1× Gold      | 150.000  |
| 874  | 2013 | Ein Affe und ein Pferd                   | K.I.Z                                                          | 1× Gold      | 150.000  |
| 874  | 2013 | Lieblingslied                            | Shindy feat. Julian Williams                                   | 1× Gold      | 150.000  |
| 874  | 2013 | Trauerfeier Lied                         | Alligatoah                                                     | 1× Gold      | 150.000  |
| 874  | 2013 | Nuttööö                                  | SSIO                                                           | 1× Gold      | 150.000  |
| 874  | 2013 | Berzerk                                  | Eminem                                                         | 1× Gold      | 150.000  |
| 874  | 2013 | Hinterland                               | Casper                                                         | 1× Gold      | 150.000  |
| 874  | 2013 | 23                                       | Mike Will Made It feat. Miley Cyrus, Wiz Khalifa und Juicy J   | 1× Gold      | 150.000  |
| 874  | 2013 | Show Me                                  | Kid Ink feat. Chris Brown                                      | 1× Gold      | 150.000  |
| 874  | 2013 | Narben                                   | Alligatoah                                                     | 1× Gold      | 150.000  |
| 874  | 2013 | Survival                                 | Eminem feat. Liz Rodrigues                                     | 1× Gold      | 150.000  |
| 874  | 2013 | Valentina                                | Metrickz                                                       | 1× Gold      | 150.000  |
| 874  | 2013 | Rap God                                  | Eminem                                                         | 1× Gold      | 150.000  |
| 874  | 2013 | Dein Ex                                  | Summer Cem feat. KC Rebell                                     | 1× Gold      | 150.000  |
| 874  | 2013 | Auf die guten alten Zeiten               | Dame                                                           | 1× Gold      | 150.000  |
| 874  | 2013 | Trostpreis                               | Alligatoah                                                     | 1× Gold      | 150.000  |
| 874  | 2013 | Kids (2 Finger an den Kopf)              | Marteria                                                       | 1× Gold      | 150.000  |
| 874  | 2013 | Drunk in Love                            | Beyoncé feat. Jay-Z                                            | 1× Gold      | 150.000  |
| 874  | 2013 | Loyal                                    | Chris Brown feat. Lil Wayne und Too Short                      | 1× Gold      | 150.000  |
| 874  | 2014 | Fick ihn doch                            | Alligatoah                                                     | 1× Gold      | 150.000  |
| 874  | 2014 | My Nigga (Remix)                         | YG feat. Lil Wayne, Rich Homie Quan, Meek Mill und Nicki Minaj | 1× Gold      | 150.000  |
| 874  | 2014 | Alpha                                    | Kollegah                                                       | 1× Gold      | 150.000  |
| 874  | 2014 | Fancy                                    | Iggy Azalea feat. Charli XCX                                   | 1× Gold      | 150.000  |
| 874  | 2014 | 25                                       | Die Fantastischen Vier feat. Jonn Savannah                     | 1× Gold      | 150.000  |
| 874  | 2014 | We Are One (Ole Ola)                     | Pitbull feat. Jennifer Lopez                                   | 1× Gold      | 150.000  |
| 874  | 2014 | Wiggle                                   | Jason Derulo feat. Snoop Dogg                                  | 1× Gold      | 150.000  |
| 874  | 2014 | King                                     | Kollegah                                                       | 1× Gold      | 150.000  |
| 874  | 2014 | Du bist Boss                             | Kollegah                                                       | 1× Gold      | 150.000  |
| 874  | 2014 | Welt der Wunder                          | Marteria                                                       | 1× Gold      | 150.000  |
| 874  | 2014 | I Mean It                                | G-Eazy feat. Remo                                              | 1× Gold      | 150.000  |
| 874  | 2014 | Tanz aus der Reihe!                      | SDP feat. Weekend                                              | 1× Gold      | 150.000  |
| 874  | 2014 | It’s My Birthday                         | will.i.am feat. Cody Wise                                      | 1× Gold      | 150.000  |

## Statistik
| Anzahl | Künstler                                    | Ausgezeichnete Gesamtverkäufe |
| ------ | ------------------------------------------- | ----------------------------- |
| 40     | RAF Camora                                  | 13.300.000                    |
| 39     | Bonez MC                                    | 14.200.000                    |
| 39     | Capital Bra / Joker Bra                     | 11.700.000                    |
| 27     | Eminem                                      | 11.100.000                    |
| 26     | Sido                                        | 10.100.000                    |
| 26     | Gzuz                                        | 7.800.000                     |
| 26     | Luciano                                     | 6.200.000                     |
| 24     | Apache 207                                  | 9.700.000                     |
| 24     | Drake                                       | 6.250.000                     |
| 22     | Samra                                       | 5.600.000                     |
| 20     | Cro                                         | 8.300.000                     |
| 20     | Kontra K                                    | 5.100.000                     |
| 17     | Pitbull                                     | 6.950.000                     |
| 17     | Ufo361                                      | 4.700.000                     |
| 15     | Flo Rida                                    | 5.500.000                     |
| 14     | Nimo                                        | 4.200.000                     |
| 14     | Kendrick Lamar                              | 4.050.000                     |
| 14     | Nicki Minaj                                 | 3.950.000                     |
| 14     | Summer Cem                                  | 3.550.000                     |
| 14     | Kanye West                                  | 3.400.000                     |
| 13     | Bausa                                       | 5.500.000                     |
| 13     | The Black Eyed Peas                         | 4.450.000                     |
| 13     | Post Malone                                 | 4.400.000                     |
| 12     | Loredana                                    | 2.800.000                     |
| 11     | Snoop Dogg                                  | 3.700.000                     |
| 11     | Rihanna                                     | 3.650.000                     |
| 11     | RIN                                         | 3.200.000                     |
| 11     | Sean Paul                                   | 3.200.000                     |
| 11     | KC Rebell                                   | 2.550.000                     |
| 11     | Lil Wayne                                   | 2.150.000                     |
| 10     | Pashanim                                    | 4.100.000                     |
| 10     | Dardan                                      | 2.400.000                     |
| 9      | Maxwell                                     | 3.800.000                     |
| 9      | Jay-Z                                       | 3.600.000                     |
| 9      | 50 Cent                                     | 3.450.000                     |
| 9      | David Guetta                                | 3.400.000                     |
| 9      | Marteria                                    | 2.650.000                     |
| 9      | XXXTentacion                                | 2.600.000                     |
| 9      | Shindy                                      | 2.100.000                     |
| 9      | Shirin David                                | 2.100.000                     |
| 8      | Alligatoah                                  | 2.700.000                     |
| 8      | Culcha Candela                              | 2.550.000                     |
| 8      | Cardi B                                     | 2.200.000                     |
| 8      | Juice Wrld                                  | 2.200.000                     |
| 8      | Zuna                                        | 1.800.000                     |
| 8      | Bushido                                     | 1.650.000                     |
| 8      | Justin Bieber                               | 1.550.000                     |
| 7      | Wiz Khalifa                                 | 3.200.000                     |
| 7      | Puff Daddy / P. Diddy / Diddy – Dirty Money | 3.100.000                     |
| 7      | Juju                                        | 2.600.000                     |
| 7      | will.i.am                                   | 2.100.000                     |
| 7      | Die Fantastischen Vier                      | 2.000.000                     |
| 7      | Capo                                        | 1.800.000                     |
| 7      | Trettmann                                   | 1.800.000                     |
| 7      | Veysel                                      | 1.800.000                     |
| 7      | K.I.Z                                       | 1.750.000                     |
| 7      | Chris Brown                                 | 1.400.000                     |
| 7      | Kollegah                                    | 1.250.000                     |
| 6      | Peter Fox                                   | 3.600.000                     |
| 6      | Travis Scott                                | 2.500.000                     |
| 6      | Lil Nas X                                   | 2.400.000                     |
| 6      | Mero                                        | 2.000.000                     |
| 6      | Ski Aggu                                    | 2.000.000                     |
| 6      | Dr. Dre                                     | 1.900.000                     |
| 6      | Future                                      | 1.800.000                     |
| 6      | Justin Timberlake                           | 1.800.000                     |
| 6      | Ludacris                                    | 1.800.000                     |
| 6      | Macloud                                     | 1.800.000                     |
| 6      | Miksu                                       | 1.800.000                     |
| 6      | Katy Perry                                  | 1.700.000                     |
| 6      | Azet                                        | 1.600.000                     |
| 6      | Jamule                                      | 1.600.000                     |
| 6      | SDP                                         | 1.450.000                     |
| 6      | LX                                          | 1.400.000                     |
| 6      | Pop Smoke                                   | 1.400.000                     |
| 6      | Eno                                         | 1.200.000                     |
| 6      | Kool Savas                                  | 1.200.000                     |
| 6      | Deichkind                                   | 950.000                       |
| 5      | Nina Chuba                                  | 2.600.000                     |
| 5      | Tic Tac Toe / Tic Tac Two                   | 2.000.000                     |
| 5      | Timbaland                                   | 1.950.000                     |
| 5      | Jennifer Lopez                              | 1.900.000                     |
| 5      | G-Eazy                                      | 1.750.000                     |
| 5      | Nate Dogg                                   | 1.550.000                     |
| 5      | Nelly                                       | 1.350.000                     |
| 5      | Tyga                                        | 1.300.000                     |
| 5      | Tupac Shakur                                | 1.200.000                     |
| 5      | Casper                                      | 1.100.000                     |
| 5      | Akon                                        | 1.050.000                     |
| 5      | Kraftklub                                   | 1.050.000                     |
| 5      | ASAP Rocky                                  | 950.000                       |
| 4      | Swae Lee                                    | 2.400.000                     |
| 4      | Ne-Yo                                       | 2.150.000                     |
| 4      | Kid Cudi                                    | 2.100.000                     |
| 4      | Taio Cruz                                   | 2.100.000                     |
| 4      | French Montana                              | 2.000.000                     |
| 4      | Ty Dolla Sign                               | 2.000.000                     |
| 4      | 21 Savage                                   | 1.800.000                     |
| 4      | Macklemore                                  | 1.700.000                     |
| 4      | Jason Derulo                                | 1.650.000                     |
| 4      | Nana                                        | 1.250.000                     |
| 4      | Finch Asozial / Finch                       | 1.200.000                     |
| 4      | J Balvin                                    | 1.200.000                     |
| 4      | KitschKrieg                                 | 1.200.000                     |
| 4      | Busta Rhymes                                | 1.150.000                     |
| 4      | Maroon 5                                    | 1.100.000                     |
| 4      | 257ers                                      | 1.000.000                     |
| 4      | Mozzik                                      | 1.000.000                     |
| 4      | T-Low                                       | 1.000.000                     |
| 4      | Kid Ink                                     | 950.000                       |
| 4      | Doja Cat                                    | 900.000                       |
| 4      | Jack Harlow                                 | 900.000                       |
| 4      | Farid Bang                                  | 800.000                       |
| 4      | Fergie                                      | 750.000                       |
| 4      | Haftbefehl                                  | 750.000                       |
| 3      | Pharrell Williams / Pharrell                | 1.750.000                     |
| 3      | OutKast                                     | 1.650.000                     |
| 3      | Fugees                                      | 1.500.000                     |
| 3      | SXTN                                        | 1.500.000                     |
| 3      | Lea                                         | 1.400.000                     |
| 3      | Usher                                       | 1.350.000                     |
| 3      | Tream                                       | 1.300.000                     |
| 3      | DJ Snake                                    | 1.250.000                     |
| 3      | Will Smith                                  | 1.250.000                     |
| 3      | Beyoncé                                     | 1.200.000                     |
| 3      | DJ Khaled                                   | 1.200.000                     |
| 3      | T-Pain                                      | 1.200.000                     |
| 3      | Bruno Mars                                  | 1.100.000                     |
| 3      | Christina Aguilera                          | 1.050.000                     |
| 3      | LMFAO                                       | 1.050.000                     |
| 3      | Nelly Furtado                               | 1.050.000                     |
| 3      | Vize                                        | 1.000.000                     |
| 3      | Genetikk                                    | 950.000                       |
| 3      | 01099                                       | 900.000                       |
| 3      | 2 Chainz                                    | 900.000                       |
| 3      | Ariana Grande                               | 900.000                       |
| 3      | Die Atzen                                   | 900.000                       |
| 3      | The Pussycat Dolls                          | 900.000                       |
| 3      | Gucci Mane                                  | 800.000                       |
| 3      | Jan Delay                                   | 800.000                       |
| 3      | Leony                                       | 800.000                       |
| 3      | Logic                                       | 800.000                       |
| 3      | Olexesh                                     | 800.000                       |
| 3      | Quavo                                       | 800.000                       |
| 3      | Reezy                                       | 800.000                       |
| 3      | Big Sean                                    | 750.000                       |
| 3      | C-Block                                     | 750.000                       |
| 3      | Clueso                                      | 750.000                       |
| 3      | Falco                                       | 750.000                       |
| 3      | The Game                                    | 750.000                       |
| 3      | Santos                                      | 700.000                       |
| 3      | Adel Tawil                                  | 650.000                       |
| 3      | Iggy Azalea                                 | 650.000                       |
| 3      | Blackbear                                   | 600.000                       |
| 3      | A Boogie wit da Hoodie                      | 600.000                       |
| 3      | Far East Movement                           | 600.000                       |
| 3      | Lil Baby                                    | 600.000                       |
| 3      | Lil Pump                                    | 600.000                       |
| 3      | Migos                                       | 600.000                       |
| 3      | Seeed                                       | 600.000                       |
| 3      | The Weeknd                                  | 600.000                       |
| 2      | Kay One                                     | 1.900.000                     |
| 2      | Afrojack                                    | 1.600.000                     |
| 2      | Henning May                                 | 1.600.000                     |
| 2      | Robin Thicke                                | 1.400.000                     |
| 2      | T.I.                                        | 1.350.000                     |
| 2      | Kesha                                       | 1.300.000                     |
| 2      | Mark Forster                                | 1.300.000                     |
| 2      | Coolio                                      | 1.250.000                     |
| 2      | MoTrip                                      | 1.200.000                     |
| 2      | Yasha                                       | 1.150.000                     |
| 2      | Montez                                      | 1.100.000                     |
| 2      | B.o.B                                       | 1.050.000                     |
| 2      | Lil Jon                                     | 1.050.000                     |
| 2      | Bebe Rexha                                  | 1.000.000                     |
| 2      | Fifth Harmony                               | 1.000.000                     |
| 2      | Mýa                                         | 1.000.000                     |
| 2      | Roddy Ricch                                 | 1.000.000                     |
| 2      | Run-D.M.C.                                  | 1.000.000                     |
| 2      | Ayliva                                      | 900.000                       |
| 2      | Badchieff                                   | 900.000                       |
| 2      | GoonRock                                    | 900.000                       |
| 2      | Ryan Lewis                                  | 900.000                       |
| 2      | Sira / SiraOne                              | 900.000                       |
| 2      | Snow                                        | 900.000                       |
| 2      | Jessie J                                    | 850.000                       |
| 2      | Shaggy                                      | 850.000                       |
| 2      | AK Ausserkontrolle                          | 800.000                       |
| 2      | The Cratez                                  | 800.000                       |
| 2      | DaBaby                                      | 800.000                       |
| 2      | Gentleman                                   | 800.000                       |
| 2      | Miami Yacine                                | 800.000                       |
| 2      | Namika                                      | 800.000                       |
| 2      | Lil’ Kim                                    | 750.000                       |
| 2      | Sia                                         | 750.000                       |
| 2      | Fourty                                      | 700.000                       |
| 2      | Gorillaz                                    | 700.000                       |
| 2      | Liaze                                       | 700.000                       |
| 2      | Badmómzjay                                  | 600.000                       |
| 2      | Calvin Harris                               | 600.000                       |
| 2      | Chance the Rapper                           | 600.000                       |
| 2      | Endzone                                     | 600.000                       |
| 2      | Gringo                                      | 600.000                       |
| 2      | Gunna                                       | 600.000                       |
| 2      | Joshi Mizu                                  | 600.000                       |
| 2      | Juicy J                                     | 600.000                       |
| 2      | Kayef                                       | 600.000                       |
| 2      | Kummer                                      | 600.000                       |
| 2      | Lil Uzi Vert                                | 600.000                       |
| 2      | Nicole Scherzinger                          | 600.000                       |
| 2      | Noizy                                       | 600.000                       |
| 2      | Ozuna                                       | 600.000                       |
| 2      | Rae Sremmurd                                | 600.000                       |
| 2      | Selena Gomez                                | 600.000                       |
| 2      | Daddy Yankee                                | 550.000                       |
| 2      | Trailerpark                                 | 550.000                       |
| 2      | TLC                                         | 500.000                       |
| 2      | Warren G                                    | 500.000                       |
| 2      | Skylar Grey                                 | 450.000                       |
| 2      | Bozza                                       | 400.000                       |
| 2      | Ed Sheeran                                  | 400.000                       |
| 2      | Fetty Wap                                   | 400.000                       |
| 2      | Gwen Stefani                                | 400.000                       |
| 2      | Hanybal                                     | 400.000                       |
| 2      | Hava                                        | 400.000                       |
| 2      | Katja Krasavice                             | 400.000                       |
| 2      | The Kid Laroi                               | 400.000                       |
| 2      | Maître Gims                                 | 400.000                       |
| 2      | Marshmello                                  | 400.000                       |
| 2      | Metro Boomin                                | 400.000                       |
| 2      | Monet192                                    | 400.000                       |
| 2      | Offset                                      | 400.000                       |
| 2      | Die Orsons                                  | 400.000                       |
| 2      | Sa4                                         | 400.000                       |
| 2      | Samy Deluxe                                 | 400.000                       |
| 2      | SZA                                         | 400.000                       |
| 2      | Yonii                                       | 400.000                       |
| 2      | Yung Hurn                                   | 400.000                       |
| 2      | Charli XCX                                  | 350.000                       |
| 2      | Jay Sean                                    | 350.000                       |
| 2      | Meek Mill                                   | 350.000                       |
| 2      | Olly Murs                                   | 350.000                       |
| 2      | SSIO                                        | 350.000                       |
| 2      | YG                                          | 350.000                       |
| 2      | Azad                                        | 300.000                       |
| 2      | Dame                                        | 300.000                       |
| 2      | Enrique Iglesias                            | 300.000                       |
| 2      | Max Herre                                   | 300.000                       |
| 2      | Xavier Naidoo                               | 300.000                       |
| 1      | 374 Künstler                                | –                             |